# Rebel Heart Tour
Rebel Heart Tour foi a décima turnê da artista musical estadunidense Madonna, encenada em apoio ao seu 13º álbum de estúdio, Rebel Heart (2015). Com 82 shows, a turnê visitou a América do Norte, Ásia, Europa e Oceania. Começou em 9 de setembro de 2015, em Montreal, no Canadá, no Bell Centre e foi concluída em 20 de março de 2016, em Sydney, na Austrália, na Allphones Arena. A turnê foi anunciada oficialmente em 1º de março de 2015, através do site da cantora e foi liderada pela Divisão de Turismo Global da Live Nation Entertainment, dirigida por Arthur Fogel; esta foi a quinta colaboração entre Madonna e Live Nation, bem como sua terceira turnê a ser promovida pela empresa. Além disso, a turnê marcou as primeiras visitas de Madonna a Taiwan, Tailândia, Hong Kong, Macau, Filipinas, Cingapura e Nova Zelândia e foi a primeira a visitar a Austrália desde a The Girlie Show World Tour (1993).
Os ensaios para a turnê começaram após o anúncio e duraram de 10 a 12 horas por dia, com o envolvimento da equipe de diretores, produtores, designers e coreógrafos de Madonna. Foi inspirado em shows como Cirque du Soleil e no Ano Novo Chinês, além dos filmes 300 (2006) e Grease (1978). Madonna contratou Jamie King como diretora criativa e Megan Lawson e Jason Yong como coreógrafos. A turnê contou com figurinos e jóias de marcas como Moschino, Prada, Miu Miu, Gucci e Swarovski e um palco elevado com uma pista e uma frente em forma de coração. A multimídia foi criada pela Moment Factory , enquanto o som e a luz foram produzidos por Clay Paky e DiGiCo, respectivamente.
O tema central do show foi amor e romance, e consistiu em quatro segmentos, cada um inspirado em diferentes tópicos. As inspirações variaram da capa de Rebel Heart, Joana d'Arc e Tóquio ao rock and roll, cultura latina e festas. O set list teve mais de 20 músicas escolhidas na carreira de Madonna, juntamente com material inédito de Rebel Heart. Os críticos deram críticas positivas à turnê, elogiando a presença da cantora no palco, os vocais e as imagens apresentadas.
A turnê cortejou uma série de controvérsias, mas alcançou sucesso comercial. Estiveram presentes um público de mais de 1,05 milhão, com todos os shows esgotados. A Rebel Heart Tour arrecadou US$ 169,8 milhões, estendendo o recorde de Madonna como a artista solo de maior bilheteria, com um total de 1,111 bilhão de dólares, começando com a Blond Ambition Tour (1990). Isso a classificou em terceiro lugar na lista de maior bilheteria de todos os tempos da Billboard , apenas atrás dos Rolling Stones e U2. Os shows de 19 a 20 de março de 2016, realizados na Allphones Arena, foram filmados por Danny Tull e Nathan Rissman para o filme Madonna: The Rebel Heart Tour. Ele estreou em 9 de dezembro de 2016, no canal a cabo americano Showtime, enquanto um CD/DVD and Blu-ray ao vivo foram lançados em 15 de setembro de 2017.

## Antecedentes e lançamento
Para promover seu 12º álbum de estúdio, MDNA (2012), Madonna embarcou no The MDNA Tour, que visitou as Américas, Europa e Oriente Médio, mas não foi para a Austrália ou o Leste da Ásia. Em março de 2015, Madonna lançou seu 13º álbum de estúdio, Rebel Heart; o lançamento foi atormentado por hackers da Internet que vazaram seu conteúdo anteriormente. Inúmeras agências de notícias começaram a relatar sobre a turnê de apoio ao projeto, que foi anunciado formalmente em 1º de março de 2015, no site oficial de Madonna. Intitulada Rebel Heart Tour, estava inicialmente programada para começar em 29 de agosto de 2015, a partir de Miami e continuar por toda a Europa, e terminar em 20 de dezembro de 2015, em Glasgow, Escócia.
O Rebel Heart Tour foi liderado pela Divisão de Turismo Global da Live Nation Entertainment, dirigida por Arthur Fogel. Foi a quinta colaboração de Madonna com o Live Nation. Fogel comentou que o vazamento ajudou a atrair mais atenção para a música de Madonna e foi um cenário positivo para a turnê mundial. "É meio estranho como tudo aconteceu, mas certamente não foi negativo em termos de envolver as pessoas com a nova música. Qualquer coisa que ajude a divulgá-la é boa, mesmo que isso aconteça de uma maneira estranha", ele concluiu.
Em 21 de maio de 2015, Madonna reagendou as cinco primeiras datas da turnê e as mudou para janeiro de 2016. A cantora confirmou que a logística do arranjo foi a causa do adiamento e anunciou que a primeira data foi alterada para 9 de setembro de 2015, no Bell Centre em Montreal, Canadá. De acordo com a Billboard, a Rebel Heart Tour é uma turnê de arenas, e visitaria cidades onde Madonna não havia se apresentado antes. A turnê visitou a Austrália e a Nova Zelândia no início de 2016, e foi a primeira visita da cantora à Austrália em mais de 20 anos, tendo feito uma última turnê pela The Girlie Show World Tour em 1993 e pela primeira vez na Nova Zelândia. As Filipinas foi adicionada ao itinerário da turnê, por duas apresentações no SM Mall of Asia em fevereiro de 2016.
Depois que a turnê começou, Madonna revelou outras 16 datas na Ásia e na América do Norte. Eles incluíram os primeiros shows de todos os tempos em Taipei, Bangkok, Louisville, San Antonio, Tulsa e Nashville, além de seus primeiros shows em Tóquio em uma década e datas adicionais na Cidade do México e Houston. Cingapura foi adicionada ao itinerário em 28 de fevereiro de 2016; o concerto foi classificado como "somente para adultos" pela Autoridade de Desenvolvimento de Mídia (ADM) do país. Antes de chegar na Austrália, Madonna anunciou um show extra em 10 de março de 2016, no Melbourne's Forum Theatre. O show foi anunciado como um show íntimo e foi descrito pela cantora como uma fusão de música, arte e comédia. Foi intitulado como Madonna: Tears of a Clown e foi criado especificamente para os fãs australianos de Madonna.

## Desenvolvimento

### Concepção e ensaios

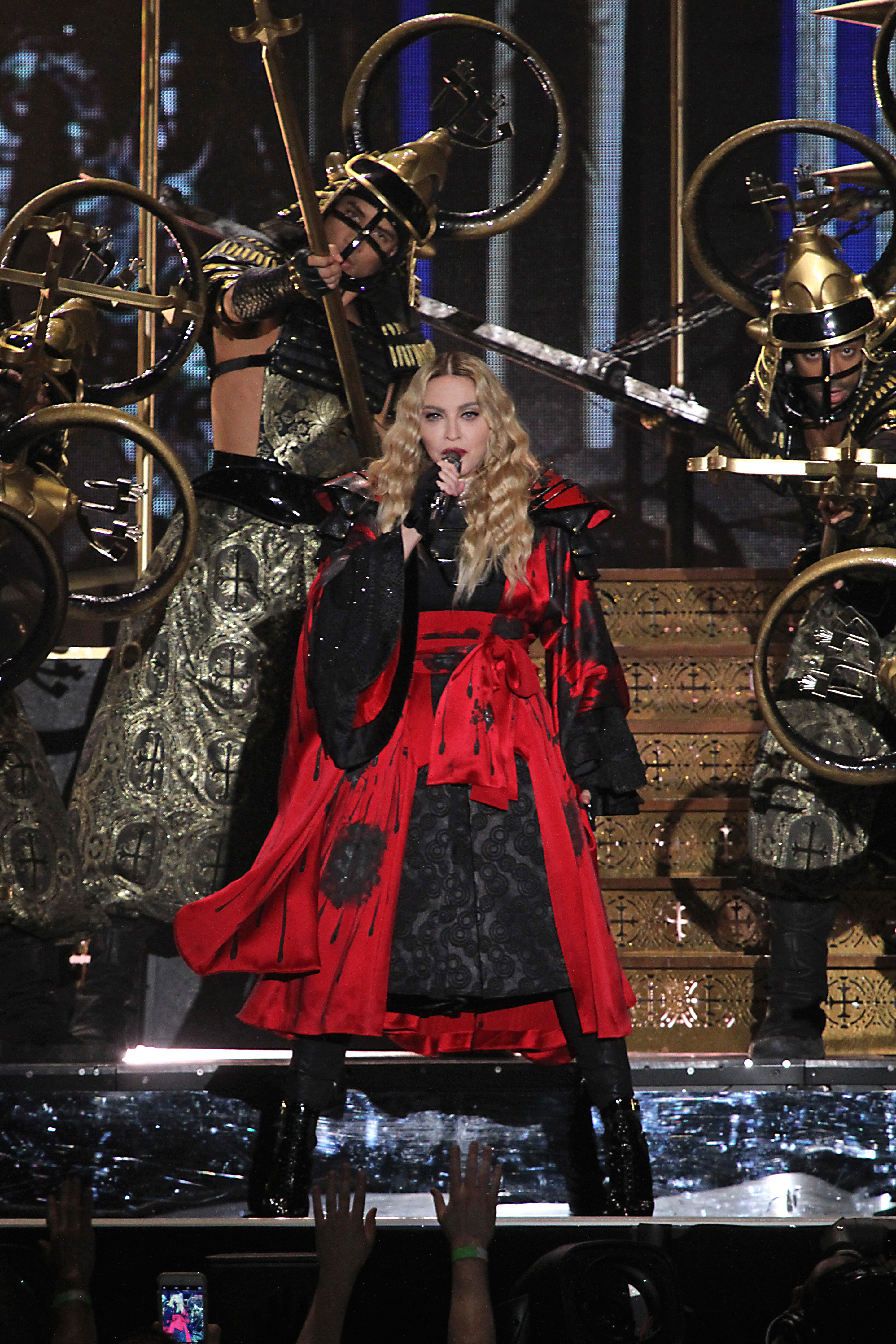
Madonna abrindo o show com uma performance medieval de "Iconic" em um vestido vermelho tipo quimono no meio do palco, ladeado por dançarinos em trajes samurais segurando cruzes gigantes acima dela.

Ao compor o material para Rebel Heart, Madonna teve "momentos fugazes de ideias" do que ela gostaria de apresentar na turnê. Após as apresentações promocionais de apoio ao álbum, ela teve uma imagem concreta sobre os temas que gostaria de incorporar. Em março de 2015, ela esclareceu: "Eu gosto de criar personas e, em seguida, a persona muda e cresce em outras coisas ... estou no início desse processo agora, em termos de pensar em minha turnê e outras coisas".. Os ensaios para a turnê ocorreram de 10 a 12 horas por dia. Madonna admitiu gostar dos ensaios e do processo criativo da turnê, notando seu envolvimento completo no desenvolvimento. Ao contrário da MDNA Tour, Madonna confirmou que seu filho Rocco não se apresentaria no palco, mas trabalharia nos bastidores da Rebel Heart Tour.
Em julho de 2015, Madonna estava trabalhando no set list com sua equipe de diretores, produtores, designers e coreógrafos criativos. Ela descreveu a turnê como "espetáculo caracteristicamente teatral", incluindo músicas de toda a sua carreira. Madonna viu um desafio ao alternar entre o material de Rebel Heart e seus trabalhos anteriores, uma vez que "tematicamente as músicas — as antigas e as novas — sonoramente, elas devem ir juntas". O tema do show foi derivado do nome Rebel Heart , e apresentou as declarações e opiniões pessoais do cantor, representadas na forma de uma jornada. Amor e romance foram listados como os temas centrais do concerto, com Madonna querendo que o público se sinta inspirado assistindo. Ela justapôs ideias opostas de sexualidade e religião, dizendo que "estou muito imerso em [como elas] não devem andar juntos, mas no meu mundo, elas fica juntas". As inspirações para a Rebel Heart Tour vieram de shows como o Cirque du Soleil e o Ano Novo Chinês, bem como de filmes como 300 (2006)  e o Grease (1978). Jamie Kingfoi contratado como diretor criativo do concerto, enquanto Megan Lawson e Jason Young coreografavam os 20 dançarinos através de intricados passos de dança acrobática. Desde que Madonna começou como dançarina, ela tentou encontrar "dançarinos únicos e originais com os quais trabalhar" e criar coreografias de conteúdo e dança que atrairiam o público.
O coreógrafo francês Sébastian Ramirez foi contratado nas audições para selecionar dançarinos de apoio para o show, que contou com mais de 5000 candidatos em Paris, Nova Iorque e Los Angeles. Madonna admirou o trabalho de Ramirez e o recrutou para coreografar duas músicas para o show. Ramirez ficou surpreso com o ritmo acelerado em que Madonna e sua equipe geraram e trocaram ideias para a turnê. Responsável por todo o show, Madonna explica uma emoção por trás de uma música e depois confia a Ramirez e os outros coreógrafos para criar uma rotina.
Dois vídeos curtos foram lançados na conta doa cantora no Instagram, mostrando os ensaios que aconteciam. Enquanto "Devil Pray" and "Iconic" do álbum tocavam, os vídeos mostravam coreografias inspiradas no flamenco, freiras dançando em postes e um conjunto elaborado decorado com dançarinos carregando adereços gigantes. A cantora continuou divulgando imagens e vídeos relacionados à turnê, incluindo oficinas de ensaios de dança. Madonna escolheu a comediante Amy Schumer como a banda de abertura dos shows de Nova Iorque, divergindo de sua contratação habitual de uma banda ou um disc jockey (DJ) para abrir os shows. A cantora pensou na ideia, pois acreditava que Schumer era um modelo para as mulheres jovens. Diplo, um dos produtores de Rebel Heart, foi contratado como o ato de abertura dos shows de Montreal.

### Configuração de palco e local

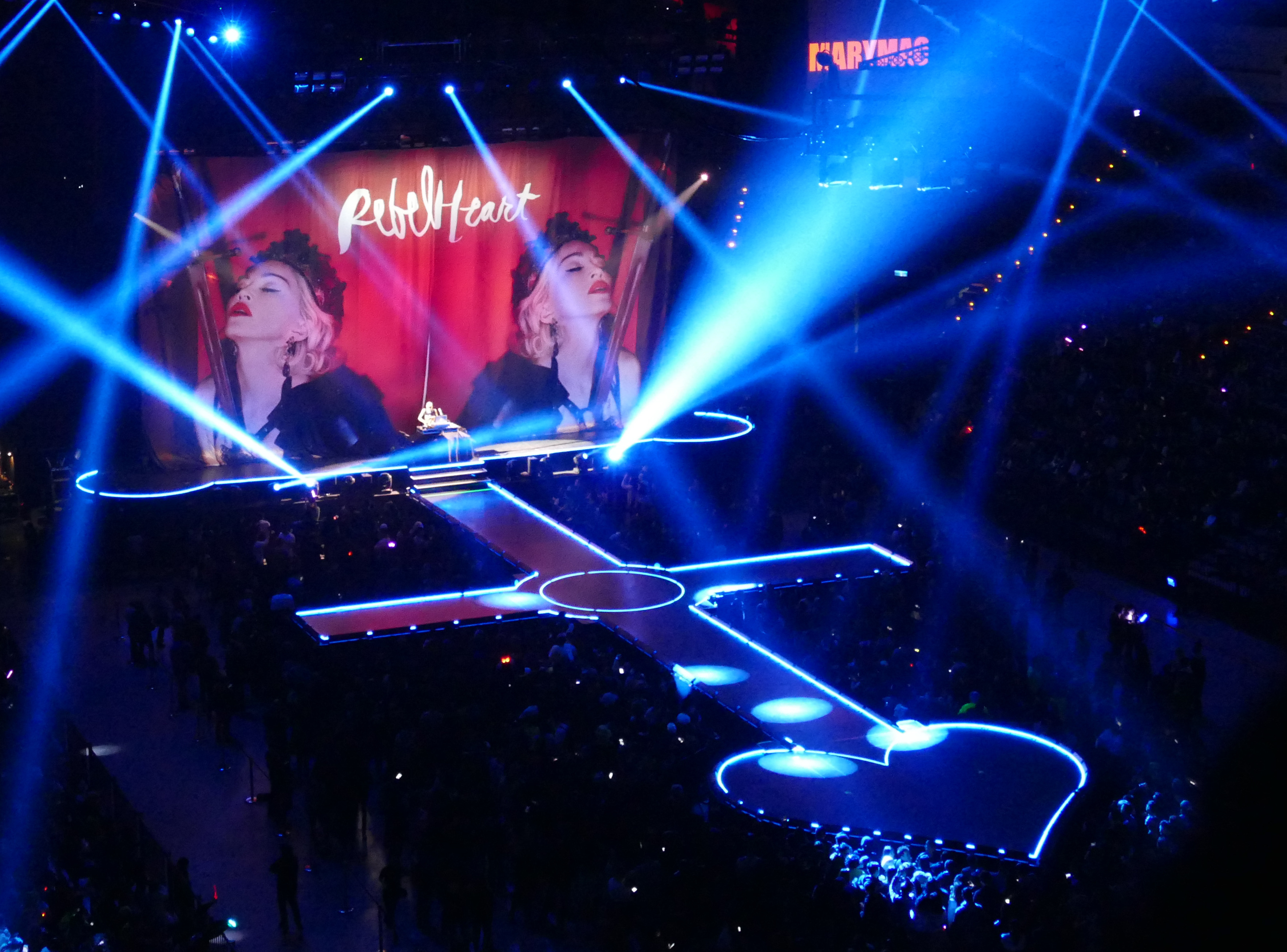
O palco da turnê, com a longa pista em forma de cruz e a frente em forma de coração.

Para a montagem do palco, o grupo de design criativo e logístico Stufish foi contratado. Eles começaram o brainstorming com Madonna e King em janeiro de 2015, depois que um set list de 25 músicas foi criado. O tema central da Rebel Heart foi reproduzido na pista semelhante a uma flecha ou uma cruz, com o coração na ponta. Stufish, que já havia desenvolvido as estruturas para o MDNA Tour, foi alistado no Rebel Heart Tour. As estruturas perpendiculares que emanavam do meio da pista permitiram a Madonna e seus dançarinos alcançarem mais público.  Brincando que o palco parecia um pênis, O arquiteto stufish Ric Lipson lembrou Madonna dizendo: "corações e pênis estão claramente muito ligados e esta é a maneira de Deus colocar [minha] vida em movimento".
O grande palco principal foi elevado e montado no final das arenas, com uma longa passarela que se estendia do meio. O meio da passarela tinha um palco circular, enquanto o caminho terminava em um palco em forma de coração. A fim de facilitar a entrada e a saída de Madonna e de seus dançarinos, foram criadas aberturas por toda a extensão do palco, bem como calçadas embaixo dele. Por trás do palco principal, três grandes telas de vídeo foram colocadas, com a banda e os dois vocalistas de apoio de Madonna na frente. Várias barreiras e invólucros foram fornecidos por Mojo Barriers para separar o palco da plateia e das áreas de produção antecipadamente. Todas as barreiras foram fornecidas em alumínio preto.

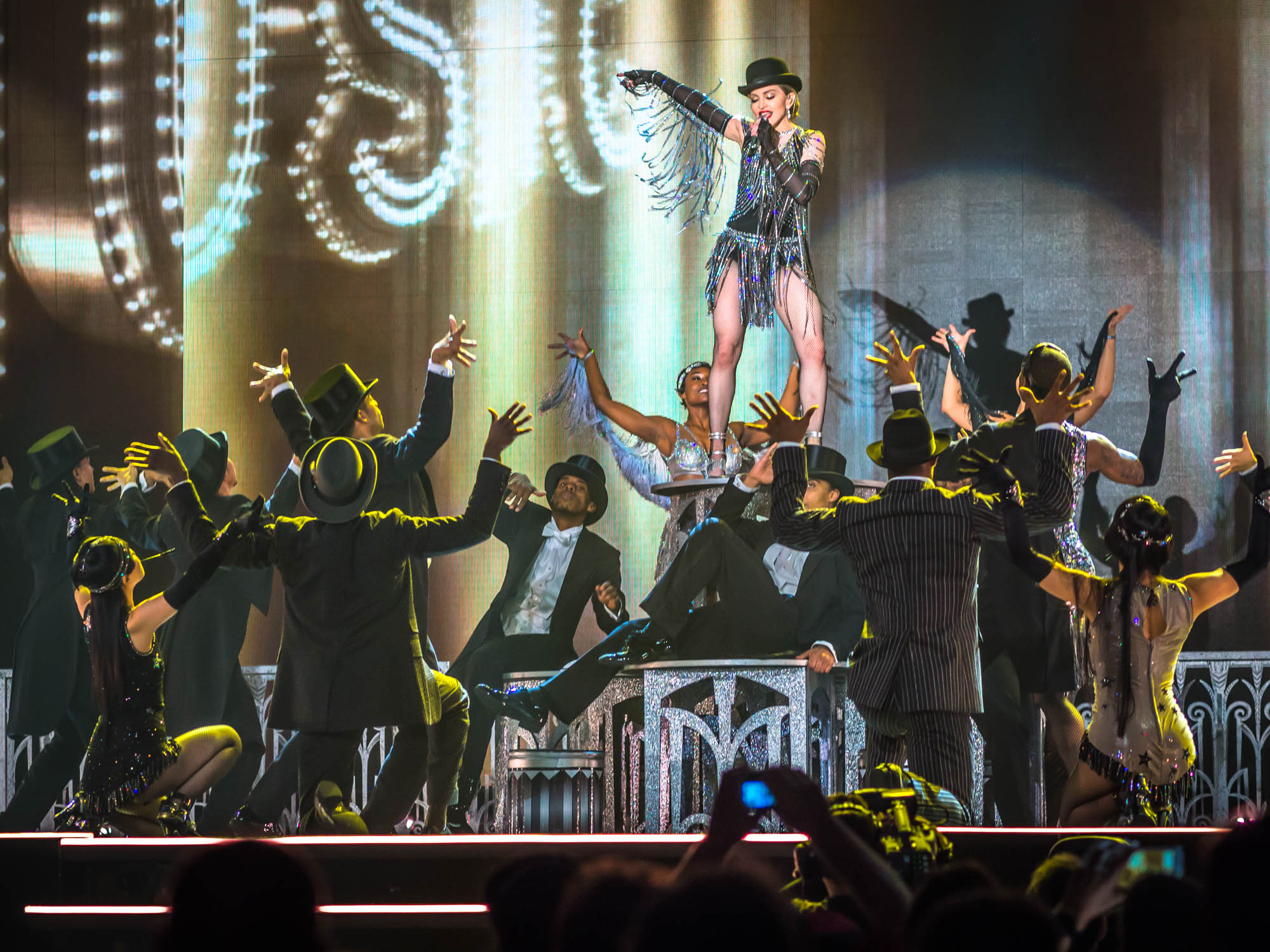
Madonna e seus dançarinos performando "Music".

Uma estrutura complexa da máquina permitiu que todo o palco se tornasse móvel e assumisse várias formas e tamanhos ao longo do show. A estrutura tinha uma tela de vídeo de 28 pés×16 pés (8,5 m× 4,9m) que poderia mudar para o piso do palco principal. A mesma tela se converteu em uma plataforma elevada de 2,4 metros de graus variados em meio minuto ou uma parede angular para os dançarinos de Madonna balançarem. Pontos de bungee especialmente criados foram afixados na borda superior da máquina, permitindo que os artistas "vire, tombe, corra e role para cima e para baixo na rampa". As telas mostravam os visuais criados pela Moment Factory e Veneno Inc. Outro suporte era uma escada em espiral de aço de 16 pés×8 pés (4,9m × 2,4m), que foi inicialmente escondida da plateia. Lipson explicou que foi criado a partir de um único bloco de aço. Embora não fosse recomendado o uso do aço devido ao seu peso e enormidade, Madonna o desejava, pois havia achado a robustez útil durante os ensaios. Objetos mais simples projetados por Stufish incluíam uma tabela usada durante a apresentação da "Vogue", que tinha 7,0 m de comprimento e candelabros tremeluzentes de 1,3 m de altura em cada extremidade. Um conjunto de cruzes para as dançarinas trajadas de freiras foi projetado para apoiar Madonna e uma dançarina. Eles foram finalizados a partir de 17 protótipos diferentes e foram amarrados com elos, permitindo que os dançarinos soubessem para que lado girariam.
Tom Banks, da revista Design Week, visitou a área abaixo do palco com cerca de 1,8 m de altura. Lá, os dançarinos mudaram, os adereços foram distribuídos e os artistas alcançaram o palco principal com frequência através de numerosos elevadores hidráulicos. Os bancos descreveram ainda o espaço como uma "área subterrânea, que é a pegada abaixo do palco, e não nos bastidores. É um labirinto de túneis, fios e adereços interrompidos apenas por plataformas preparadas para enviar artistas para a luz". Madonna estava sentada em um carrinho que a transportava de uma ponta à outra do palco. Ela tinha uma sala de maquiagem temporária na área embaixo, para retoques entre as apresentações. No total, o palco e o equipamento exigiram 27 semi-reboques e 187 funcionários para transportar pela Europa e América do Norte. Para os shows na Oceania, foram contratados três aviões Boeing 747. A cantora voou para cada local em seu jato particular, chegando ao local no meio da tarde para ensaios, som e verificações de segurança. Uma área de lazer também foi fechada nos bastidores, com áreas de hospitalidade e restauração. O provador de Madonna consistia em móveis, fotos e equipamentos de ginástica, além de várias flores. A cantora explicou a Nolan Feeney, da Entertainment Weekly, que todos os shows pareciam uma batalha para ela, pois havia muita agitação nos bastidores.

Todo mundo tem que ser super organizado e vigilante. Não há espaço para erro. Há 30 segundos para mudar. Você está passando pessoas embaixo do palco, há elevadores subindo e descendo. Há muita coisa perigosa acontecendo, e você tem que lutar contra tudo isso e combater seu cansaço ou quaisquer problemas pessoais que possa estar tendo naquela noite e chegar lá. É hora do show! Não importa o que esteja acontecendo, você deve passar por isso e ser uma guerreira.

### Figurino

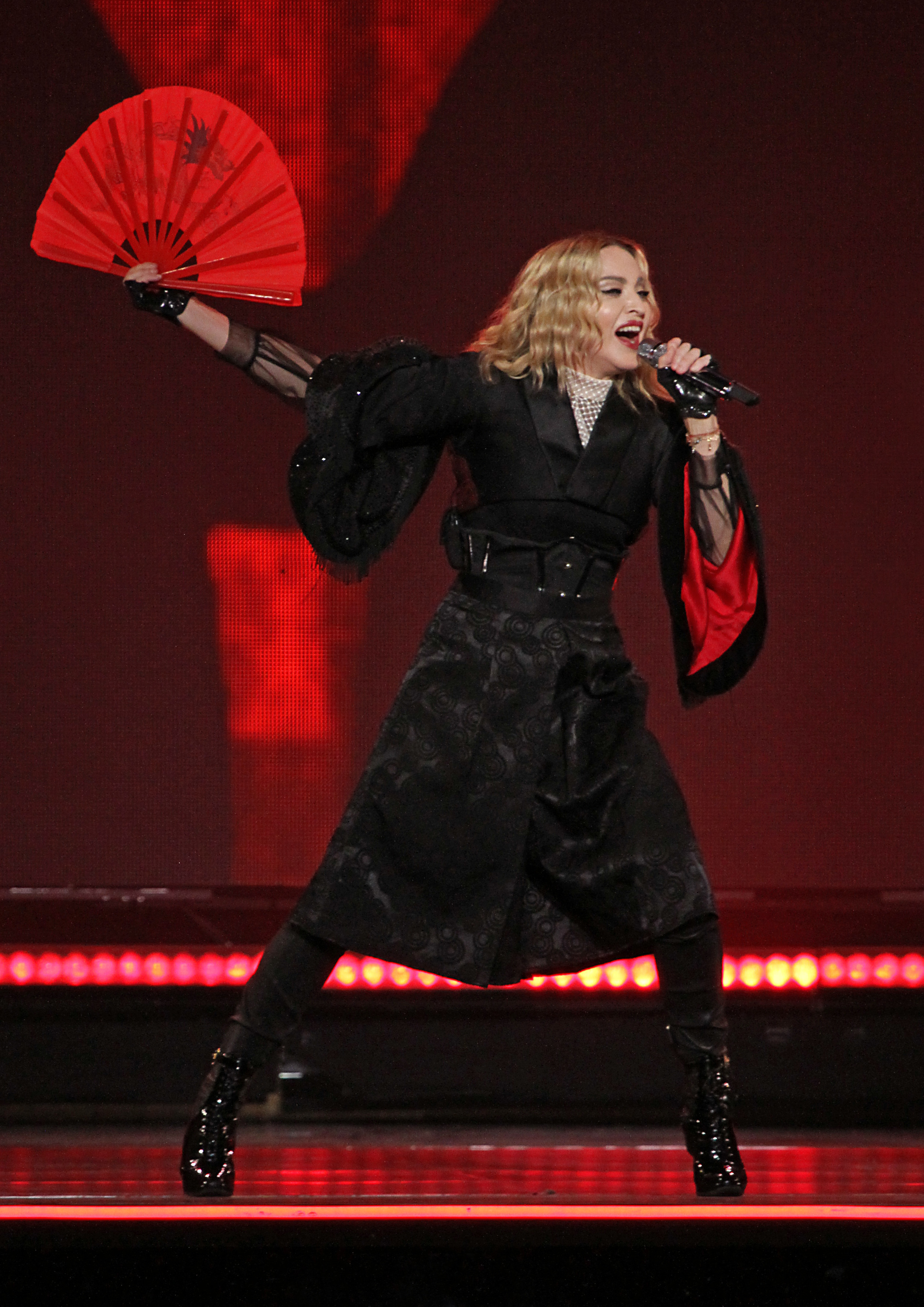
"Bitch I'm Madonna" recebeu uma performance inspirada em gueixa, com Madonna e os dançarinos segurando fãs de guerra japoneses.

Madonna havia contratado uma companhia espanhola de costura de Zaragoza para a criação de dois trajes de toureiro traje de luces , junto com uma capa e trajes relacionados a matador para seus dançarinos de apoio. A empresa de costura teve que assinar um acordo de confidencialidade sobre as roupas. Eles também fizeram vários ajustes nos desenhos tradicionais, como substituir as imagens de Jesus ou Maria pelas de uma letra maiúscula 'M'. Segundo o gerente da empresa, Alfredo Roqueta, os fatos foram criados em 12 dias. Madonna e seus dançarinos não foram tirar as medidas e as enviaram por e-mail. Os representantes da PETA condenaram as roupas, criticando a cantora por "glorificar o sangue". Em agosto de 2015, Madonna revelou o nome dos estilistas que trabalhavam nos figurinos da turnê ao Women's Wear Daily; eles incluem Jeremy Scott da Moschino, Alessandro Michele da Gucci e Alexander Wang, junto com Fausto Puglisi, Prada, Miu Miu, Swarovski e o designer libanês Nicolas Jebran. Juntamente com sua estilista de longa data Arianne Phillips, Madonna mostrou trechos das roupas em seu Instagram. Outros designers incluíram Geoffrey Mac, Lynn Ban, e Majesty Black.
Durante um show, Madonna usou oito looks diferentes. Ela foi acompanhada por 28 intérpretes e teve dez trocas de figurino para 20 dançarinos, seis para os cantores de fundo e quatro para a banda. Phillips trabalhava "ligado e desligado" na Rebel Heart Tour desde dezembro de 2014. Ela ouviu falar de Michele pela primeira vez em fevereiro de 2015 através da crítica de moda britânica Suzy Menkes. Phillips entrou em contato com a Gucci para desenhar figurinos para a turnê, mas foi somente em abril de 2015 que o set list e a estrutura do show foram finalizados, o que desencadeou a criação dos figurinos. Os desenhos de Michele consistiam em uma mistura de chinoiseriesaias de estilo com influências espanholas e latinas, retratando a cantora como uma "diva da década de 1920". Outras fantasias foram descritas por Menkes como "uma exótica e dançando Frida Kahlo com babados, cores e um tipo diferente de estética". Michele conheceu Madonna enquanto ela ensaiava em Manhattan e experimentava os desenhos iniciais. Michele incorporou os comentários da crítica e trabalhou em seu escritório para elaborar os figurinos finais.

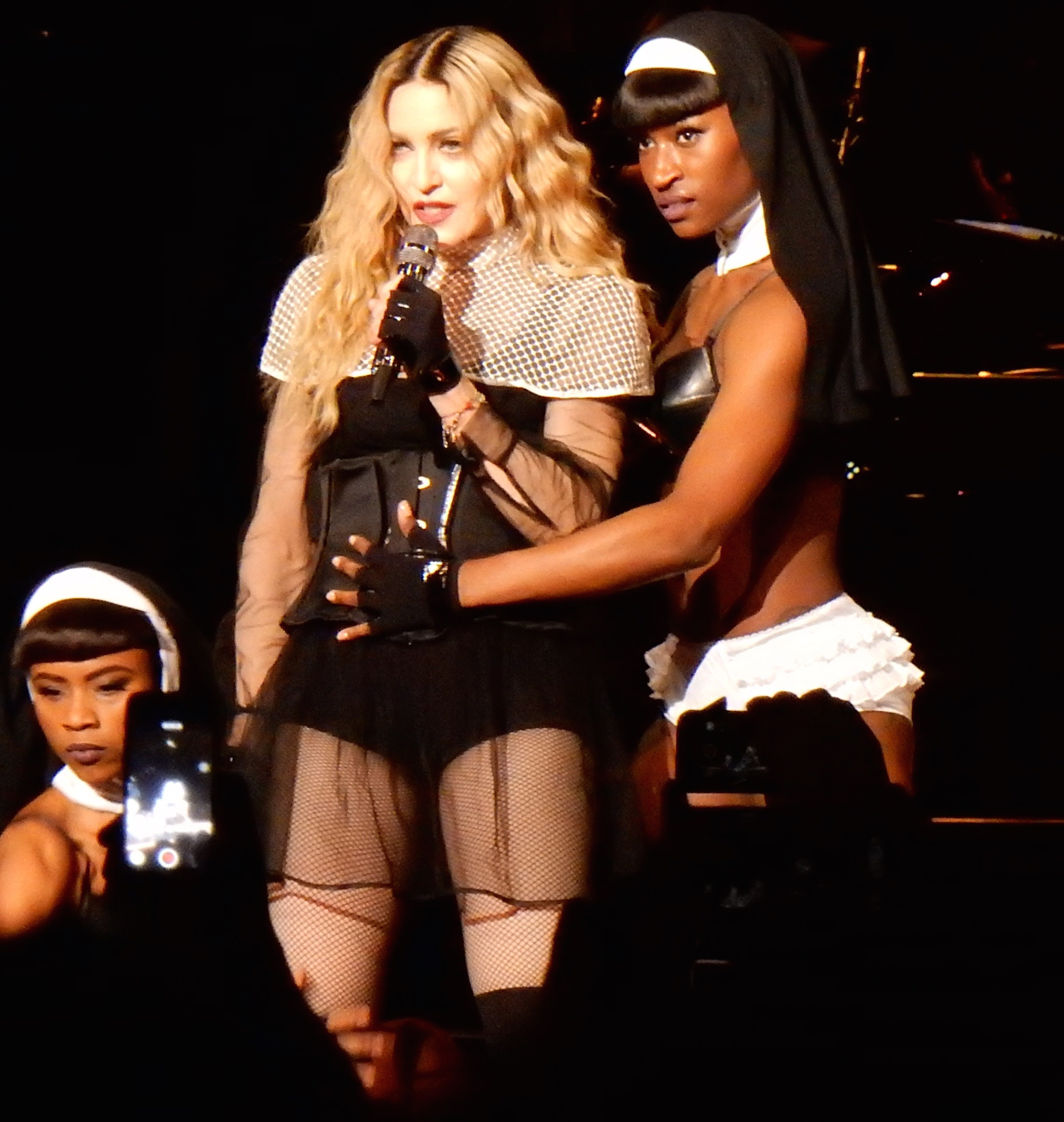
Madonna usando um figurino inspirado em Joana d'Arc, durante a performance de "Devil Pray".

Para a primeira seção, inspirada na arte da capa do álbum e em Joana d'Arc, Phillips criou uma série de figurinos com tecidos litúrgicos. Ela também se inspirou em uma exposição contemporânea de armaduras samurais no Museu de Arte do Condado de Los Angeles. Miuccia Prada criou os figurinos para a segunda seção, baseados no rock-n-roll e tendo influências da moda de rua japonesas. Durante a terceira seção de influência latina, Puglisi e Jebran criaram os figurinos inspirados em matador retratados no videoclipe do primeiro single do álbum, "Living for Love". Eles usaram rede de tule com calças, combinando o vestido com um painel lateral transparente, combinando-o com uma jaqueta preta e de cor fúcsia, adornada com a letra 'M' em cristais Swarovski. Outro desenho de Michele tinha Madonna usando xale, chapéu de flamenco, renda, saias e uma roupa de jacquard. Phillips ficou impressionado com o vestido, dizendo que ela estava "completamente encantada. Adoro a mão de [Michele]. Suas roupas são líricas e femininas e contam histórias". Para a seção final, Madonna trabalhou com Scott. Ele criou o vestido final adornado com milhares de cristais Swarovski e luvas longas, para músicas como "Material Girl".
Duas semanas antes da noite de abertura, a equipe de design mudou-se para o local do ensaio no Nassau Coliseum, em Long Island. Wang teve que fazer alterações nos vestidos devido a mudanças de última hora na produção, acrescentando que para Madonna "a performance vem em primeiro lugar. Ela deve ser capaz de dançar, se mover e se sentir confortável nela". Uma semana depois, Michele teve os acessórios finais para as roupas da Gucci. Phillips explicou que até que as apresentações das músicas e a coreografia estivessem totalmente finalizadas, Madonna não deu um sinal final sobre os figurinos ou os desenhos.

### Multimídia e vídeos

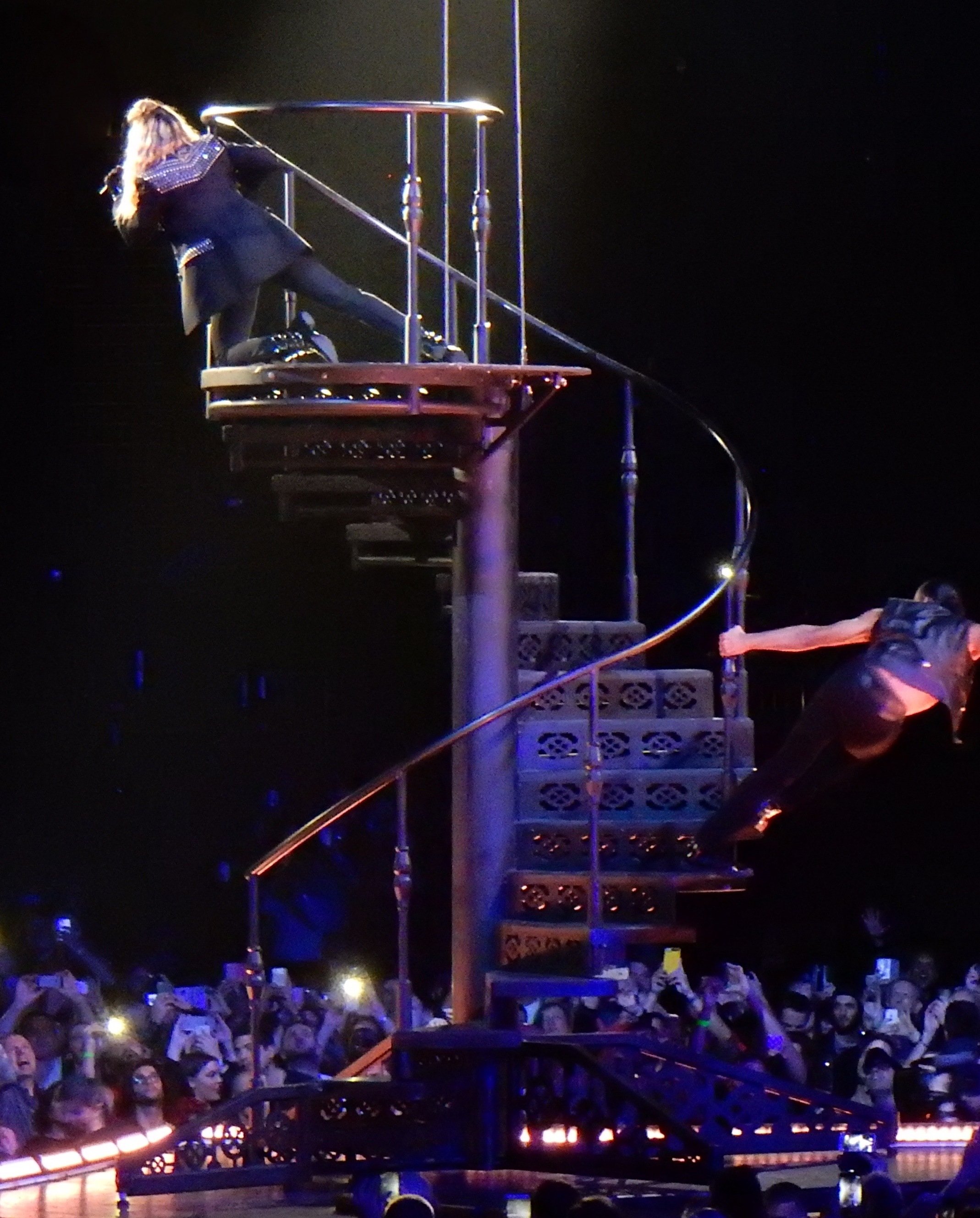
Madonna tocando "HeartBreakCity" no topo da escada em espiral de aço.

A empresa multimídia Moment Factory, com sede em Montreal, foi alistada, sendo esta sua terceira colaboração com Madonna, após o show do intervalo no Super Bowl XLVI e a The MDNA Tour. Eles trabalharam em estreita colaboração com King e Madonna para desenvolver novos cenários, projetando e produzindo os vídeos para o show. As três grandes telas de vídeo foram usadas para obter o efeito teatral do visual em grande escala. O vídeo de abertura foi filmado com o boxeador Mike Tyson, que aparece como vocalista convidado na música "Iconic". Ele achava que o vídeo poderia ser recebido negativamente, já que o visual o mostrava como um personagem selvagem, nu e mantido refém em uma gaiola. Um clipe do vídeo foi visualizado pela cantora antes do início da turnê, mostrando-a pressionando contra a gaiola, abraçando um homem sem camisa e uma tropa de soldados andando com insígnias.
O diretor britânico Danny Tull foi contratado para os cenários da turnê. Tull, que colabora com Madonna desde a Confessions Tour de 2006 , explicou que a cantora era uma "pessoa detalhista" e que todas as cenas dos cenários tinham um significado criativo por trás disso. O primeiro vídeo mostrou temas como confinamento, amor, sexo e violência, entre outros, que mudaram no cenário de "Bitch I'm Madonna", onde Tull queria criar imagens abstratas, cores supérfluas e elementos de dança. O visual de "Devil Pray" mostrou ingestão de drogas, cobras, igrejas e cruzes, intercaladas com cenas de batismo e procedimentos religiosos. Para criar os vídeos, Tull e sua equipe discutiram com Madonna à noite, pois ela estava ocupada com os ensaios durante o dia. Eles alinharam na fonte das imagens, qualquer permissão, se necessário, uso de imagens ou criação de novos gráficos. A ideia de usar a arte dos fãs durante a performance de "Rebel Heart" surgiu desse pensamento. O site oficial de Madonna divulgou um concurso em que os fãs enviaram suas obras relacionadas a cantora, exibidas como uma galeria digital ao vivo durante a performance de "Rebel Heart". Diversas camadas ea renderização foi feita para a maioria dos vídeos. Diferentes softwares de multimídia foram usados para criar os clipes, incluindo Adobe Premiere Pro, After Effects, Avid. Para Tull, o desafio era adaptar cada software com base nos diferentes vídeos que eles criariam, incluindo alterações e ajustes de última hora.

### Luz e som

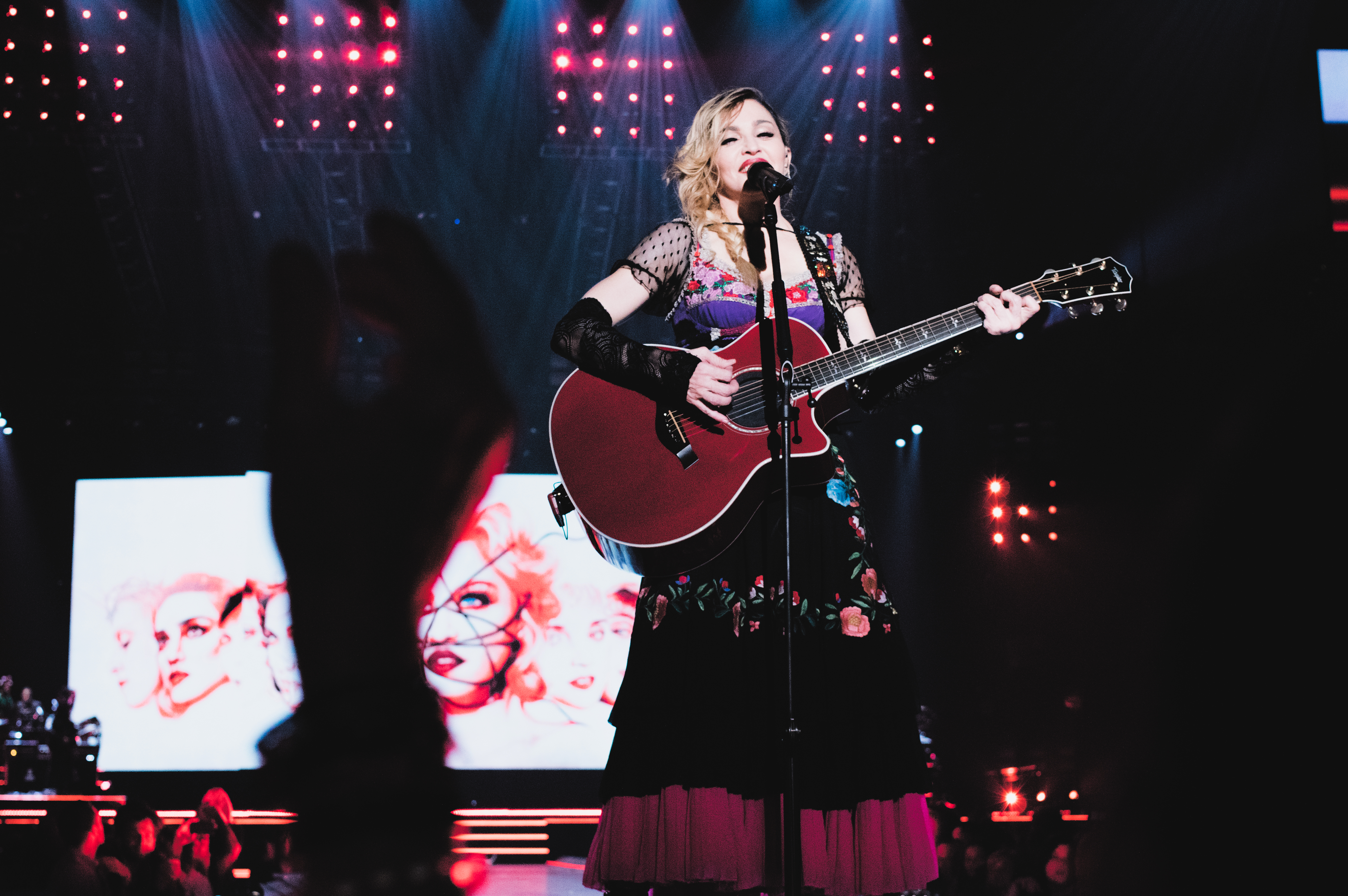
Madonna tocando violão durante a apresentação da canção "Rebel Heart" enquanto luzes iluminam o cenário atrás.

O designer de iluminação Al Gurdon trabalhou com a Stufish e a Tait Towers para a instalação da luz, realizada pelo PRG Group. As três telas principais de vídeo foram posicionadas de forma angular, para facilitar uma melhor visão para o público sentado nas áreas laterais. Um servidor de mídia Hippotizer V3 foi usado para reprodução de conteúdo e foi operado por Will Stinson, da PRG Nocturne. Eles usaram seus dispositivos recém-inventados de followspot que foram anexados como uma treliça na parte superior das telas, usando Clay Paky Stormy Strobes. Equipados com câmeras de alta definição, eles eram operados nos bastidores, e o pessoal relevante poderia simplesmente usar as câmeras e direcionar as luzes para iluminar áreas específicas. O diretor do console, Joshua Hutchings, controlava suas cores, vigas e persianas. A vantagem do seguinte ponto era permitir que o pessoal de iluminação operasse em um ambiente confortável, em vez de subir em áreas mais altas no topo do palco. Hutchings explicou que todo o espetáculo foi codificado no tempo e alinhado com a coreografia.
Para a engenharia de áudio da turnê, os consoles DiGiCo SD7 foram usados pelo especialista em mixagem de som Andy Meyer e pelos engenheiros de monitor Matt Napier e Sean Spuehler. Como Madonna queria que seus vocais soassem ao vivos, Spuehler misturou seu canto com efeitos e o adicionou aos consoles domésticos para transmitir aos alto-falantes. Durante o show, a cantora se aventurou no meio da plateia no final da passarela, resultando na perda de seu microfone constantemente. A equipe de som empregou códigos de tempo como a iluminação e a coreografia; assim, a transmissão sonora também mudou dependendo de onde a cantora estavivesse no palco. Todos os músicos que acompanham Madonna usavam monitores intra-auriculares. Monitores adicionais foram usados pelo diretor musical e tecladista Kevin Antunes, um baterista do baterista Brian Frasier-Moore e preenchimentos laterais para os dançarinos. Todas as entradas do pessoal diferente, incluindo Madonna, foram inseridas no console SD7. Uma interface digital de áudio multicanal (MADI) foi usada para gravar todos os shows em uma estação de trabalho de áudio digital em unidades RAID. Eles foram arquivados em discos rígidos de 4TB.

## Recepção comercial

### Venda de ingressos

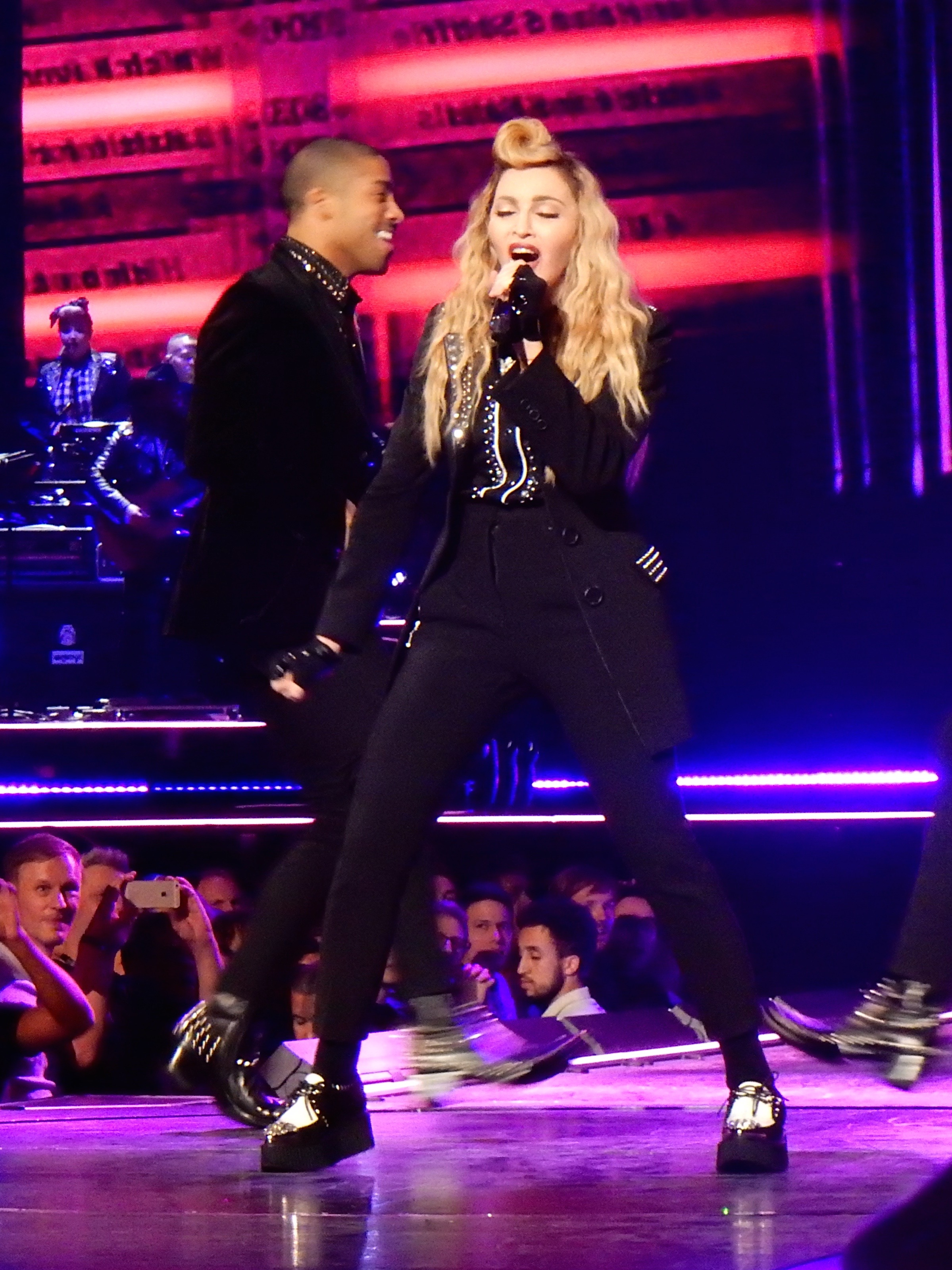
"Deeper and Deeper" fez parte da segundo segmento do concerto.

A Rebel Heart Tour foi a terceira e última turnê de Madonna sob o contrato de dez anos com a Live Nation, assinado em 2007 por US$ 120 milhões. As vendas gerais da turnê começaram em 9 de março de 2015 e os ingressos norte-americanos comprados on-line foram empacotados com um download digital exclusivo do Rebel Heart. Foi concedido acesso especial aos membros do fã-clube de Madonna conhecido como Icon, incluindo o primeiro acesso a ingressos e passes VIP. O Citi foi listado como o banco oficial da turnê, com os titulares dos cartões podendo comprar os ingressos com antecedência. Os preços eram quase idênticos as das últimos digressões de Madonna, com o preço mais alto na faixa de US$ 300 a US$ 350, e o mais barato em US$ 35. No entanto, ingressos para as performances em Manila estavam acima do preço médio e variaram de US$ 70 dólares a US$ 1,300.
De acordo com Jesse Lawrence, da Forbes, os preços iniciais nos mercados secundários indicaram que a Rebel Heart Tour se tornaria a turnê mais cara de 2015. O ingresso médio para a Rebel Heart Tour foi avaliado em US$ 452,33 nos mercados secundários de Madonna, um total muito maior que a 1989 World Tour de Taylor Swift, cujos ingressos custavam em média US$ 305,21. Madonna superou o Fleetwood Mac como o artista com a turnê mais cara (51,5% a mais) em 2015. O show de 24 de outubro em Las Vegas se tornou a data mais cara com um preço médio de US$ 949,21, enquanto os ingressos mais baratos estavam disponíveis por $ 164,30 na data de Edmonton, de acordo com a Viagogo. Lawrence também observou que os preços do mercado secundário eram muito mais altos que as da The MDNA Tour, indicando um cenário competitivo favorável a Madonna.
Os ingressos para os shows começaram a esgotar-se rapidamente; cidades como Edmonton, Paris e Turim esgotaram-se alguns minutos depois de estarem disponíveis, resultando na adição de segundos shows por lá. A Live Nation fez uma parceria com o aplicativo encontros gay Grindr e publicou anúncios promovendo a digressão, o que resultou em mais vendas de ingressos. Nas datas australianas, a pré-venda da Telstra resultou na venda antecipada de todos os ingressos mais baratos, restando apenas os pacotes VIP e os mais caros. Os membros do fã-clube de Madonna receberam a primeira prioridade para comprar os ingressos australianos. Foi seguido pelo titulares de cartões Citibank, pré-venda da Telstra, membros do Live Nation e, finalmente, ingressos para o público em geral a partir de 6 de julho de 2015. Os ingressos para o primeiro show da cantora em Taiwan esgotaram em 15 minutos, levando a uma segunda data a ser adicionada. Em Hong Kong, os ingressos esgotaram em dez minutos depois de estarem disponíveis, estabelecendo um recorde para o concerto mais vendido lá; as segundas datas foram adicionadas em 18 de fevereiro no mesmo local.

## Análise da crítica

### América do Norte

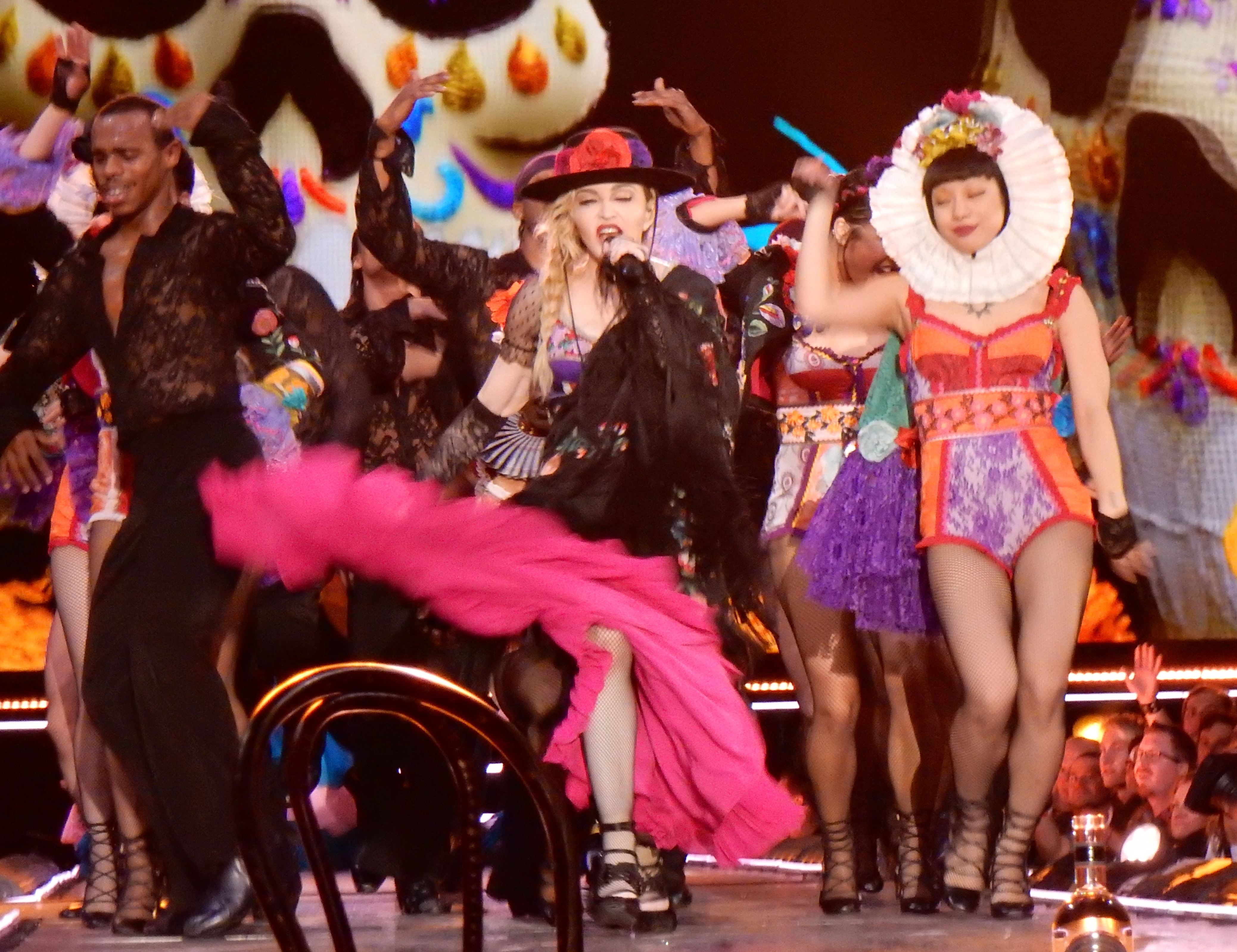
O medley com tema flamenco de "Dress You Up", "Into the Groove" e "Lucky Star".

Ao escrever para o New York Daily News, Jim Farber observou que o aspecto mais chocante da turnê não eram as imagens e performances provocativas, mas que Madonna parecia de bom humor e sorria o tempo todo. Esse pensamento foi repetido por Jordan Zivitz, do Montreal Gazette, que observou que após a primeira seção, o tom da turnê se tornou mais despreocupado, já que Madonna parecia estar "se divertindo". Ela elogiou a performance de "La Vie en rose" e terminou a crítica dizendo que "o concerto compartilhava um senso de autoconfiança e um senso de brincadeira". Chris Kelly, do The Washington Post revisou o cocnerto no Verizon Center, dizendo que Madonna permaneceu "mais provocativa do que nunca ... No momento em que seu cocnerto começou ... [perguntas como 'Depois de três décadas no centro das atenções, Madonna ainda o tem?'] saiu a janela".
Alex Needham, do The Guardian, classificou o concerto do Madison Square Garden em cinco das cinco estrelas, elogiando a apresentação das músicas antigas e descrevendo o concerto como "uma afirmação de que simplesmente não há outro artista como ela. Hoje, Madonna o mata". Em uma crítica positiva escrita no The Village Voice, Hillary Hughes chamou Madonna de "a padroeira do pop da revolução em ação". Rob Sheffield, da Rolling Stone, elogiou a camaradagem de Madonna durante o show, dizendo: "Ela não chegou tão longe no palco, musical ou emocionalmente, desde a extravagância de Drowned World de 2001". Joe Gottlieb, do The Boston Herald, teorizou que "as visões de Madonna têm uma sensação inteligente e pensada que suas imitadoras não podem se replicar".
Joe Lynch, da Billboard, classificou o show em quatro estrelas em cinco, observando que "o inquieto espírito criativo de Madonna está em exibição total na Rebel Heart Tour". Ele elogiou o ato de abertura de Schumer e as performances de "Music", o medley "Dress You Up" e "Body Shop".t is on full display on the Rebel Heart Tour". He praised Schumer's opening act and the performances of "Music", the "Dress You Up" medley and "Body Shop". Jon Pareles, escreveu no The New York Times, que "ao longo das décadas, as turnês de Madonna produziram espetáculos que tocam em abundância". No entanto, com a Rebel Heart Tour, Pareles observou Madonna fazendo o que ela sentia, ao invés de ser controversa. A revisora também elogiou o remix de seus sucessos anteriores. Ashley Lee, do The Hollywood Reporter, deu um feedback semelhante, dizendo que a cantora "[exibiu] seus anos de visão criativa e experiência no palco para oferecer um show de arena repleto de variedade visual, teatro temático e instrumentação criativa para atualizar até seus primeiros sucessos". Dando ao concerto uma classificação de B+, Melissa Maerz da Entertainment Weekly ficou surpresa com o humor "brincalhão" de Madonna durante o show, pois ela sentiu que a sequência de abertura lembrava os tons mais escuros durante a turnê MDNA. Em uma crítica para a revista New York, Lindsay Zolatz elogiou o show, os dançarinos durante "Illuminati", mas criticou a excessiva inclusão de músicas de Rebel Heart no set list.

### Europa

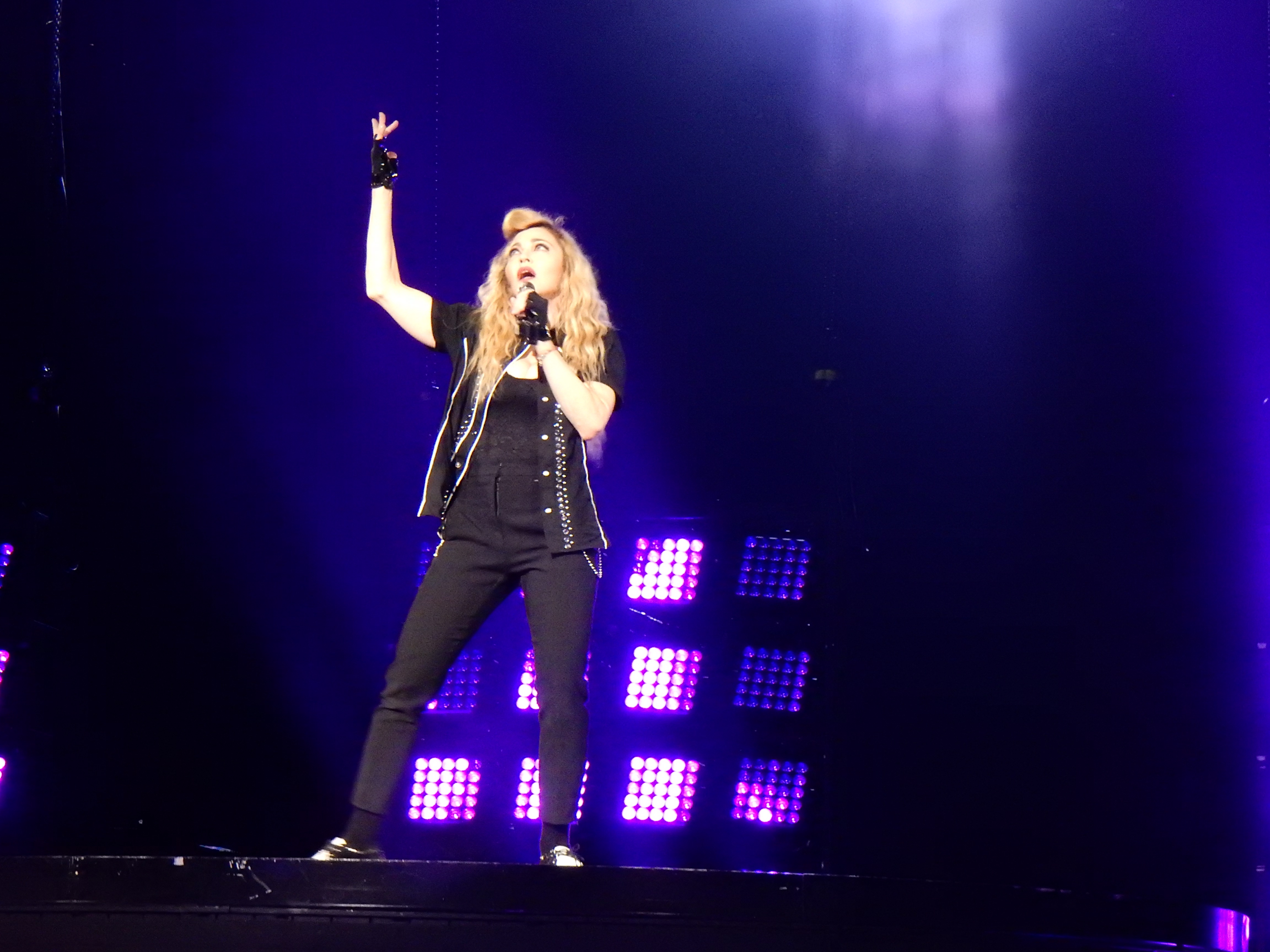
Madonna perofrmando "Like a Virgin".

O jornal alemão Volksstimme revisou o programa em Colônia e o descreveu como um "show da Madonna em miniatura", observando que os hits "clássicos" foram os mais elogiados pelo público. Anders Nunstedt, do jornal sueco Expressen, participou do show em Estocolmo e o chamou de superior ao MDNA Tour. Nunstedt elogiou a natureza interativa do cocnerto e elogiou o discurso da cantora em relação aos ataques de Paris em novembro de 2015 e ao cantar "Like a Prayer" como uma homenagem às vítimas e sobreviventes. Andrea Annaratone da Vanity Fair italiana, revisou os shows em Turim e deu um feedback semelhante como Nunstedt, mas ele criticou Madonna por começar o show tarde. Peter Vantyghem, do belga De Standaard, revisou o show em Antuérpia. Ele criticou a assimilação musical durante a seção latina, mas foi elogioso pelo final do show e pelas mensagens de amor e positivismo. Hester Carvalho, do NRC Handelsblad, classificou o show em Amsterdã de quatro estrelas em cinco, observando que o show gradualmente se tornou mais ágil, mas teve menos movimentos de dança sincronizados ao contrário da turnê MDNA. Carvalho também ficou impressionado com o cenário e a longa passarela.
Will Hodgkinson do The Times analisou os shows em Londres no The O2, e deu-lhe uma classificação de cinco estrelas. Ele comentou que "Madonna entra e sai de moda, mas uma permanece constante: a sua tenacidade ... [Ela] voltou ao The O2 para um concerto que provou que não há nada como uma experiência de quase-morte para a re-revigorar a rainha de Pop". Outra classificação de cinco estrelas veio de Neil McCormick, do The Daily Telegraph, que notou que o mais alto aplauso da plateia ocorreu quando Madonna se desvencilhou com sucesso de sua capa durante "Living for Love", referenciando-a a queda no Brit Awards de 2015. McCormick descreveu o concerto como "uma deslumbrante mistura multimídia de luz e som, com cenários impressionantes de olhos e mentes, apresentando executores medievais de fantasia, gueixas de luta de artes marciais, freiras de dança do poste, shows sexuais simulados". Peter Robinson, do The Guardian, classificou quatro de cinco estrelas elogiando "Iconic" como o "número de abertura perfeito". Ele observou que a maioria dos "hits de assinatura aparece em um estilo atualizado ... mas quando Madonna entrega uma versão refrescante e fiel de 'Deeper and Deeper', é o destaque da noite". Nick Levine, da NME, acreditava que "demais" as músicas de Rebel Heart "poderia ter se sentido difícil com [Madonna]", mas "no palco ela ainda trabalha mais e produz mais emoções do que seus colegas mais jovens". Revendo o concerto para a BBC, Mark Savage observou que seus momentos mais fortes foram quando Madonna se apresentou sozinha no palco.

### Ásia e Oceania
Lauren James, do South China Morning Post, considerou o programa "fortemente coreografado", acrescentando que "Hong Kong finalmente se aqueceu com o brilho de Madonna, mas foi muito divertido ser uma noite só". Ao rever o concerto em Bangkok, Manta Klangboonkrong, da AsiaOne, comentou: "Madonna nos deu o que foi claramente um dos shows mais sensacionais que já agraciou Bangkok. Ela fez um ótimo trabalho como dançarina, cantora e artista de todos os tipos". Jojo Panaligan, do Manila Bulletin, observou que a atitude sem desculpas de Madonna estava em exibição no show no Mall of Asia Arena e observou que a multidão reagiu positivamente. Revendo o show na Rod Laver Arena de Sydney, Michael Lallo, do The Sydney Morning Herald, concedeu ao concerto quatro e meia de cinco estrelas. Ele achava que, desde a turnê Blond Ambition até a Rebel Heart Tour, Madonna havia "reafirmado a si mesma ... tudo foi polido dentro de uma polegada de sua vida – e foi isso que a tornou tão magnífica".

## Bilheteria

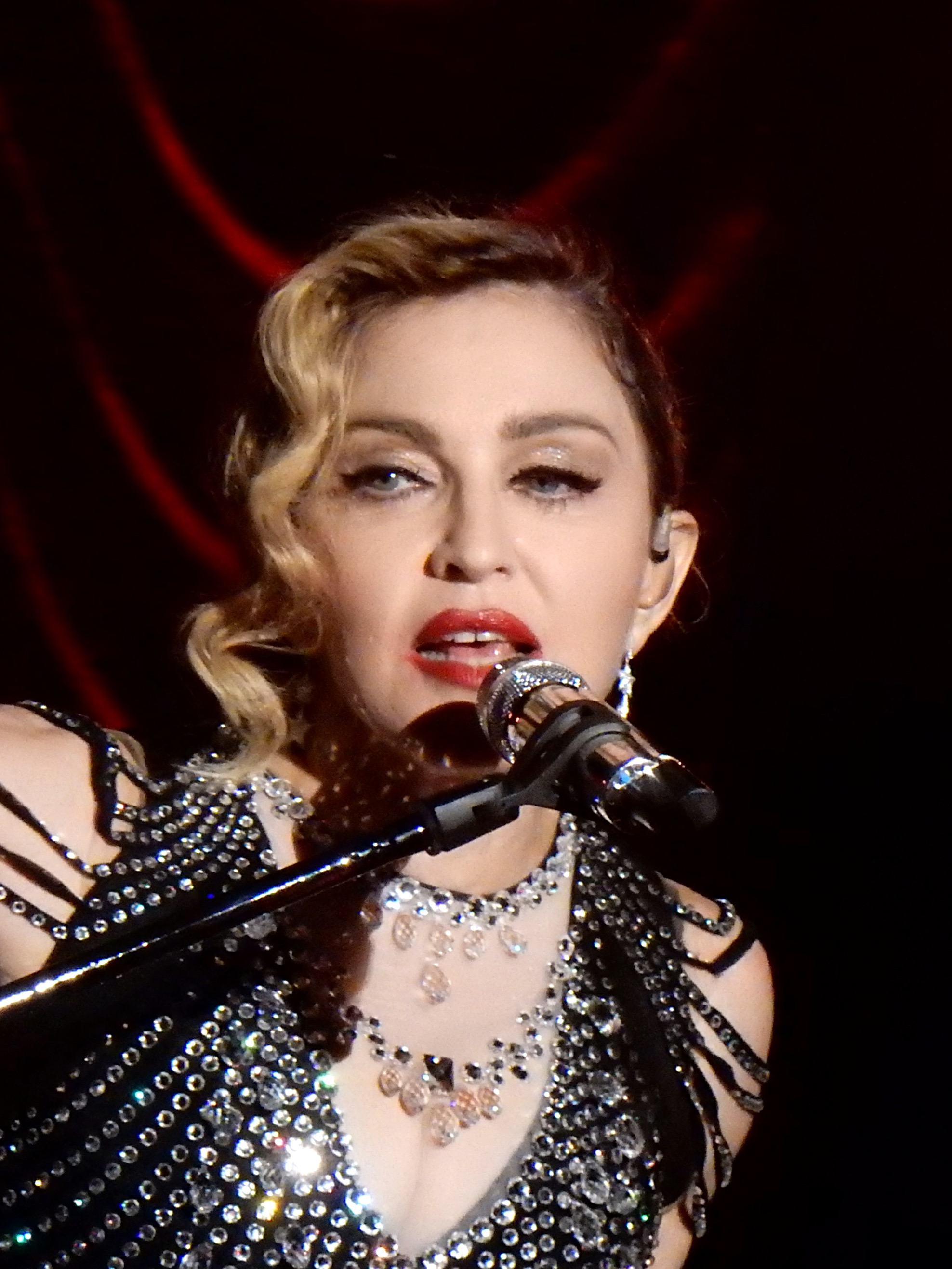
Durante a turnê, Madonna executou um cover de "La Vie en rose" de Édith Piaf.

Uma reportagem do New York Post afirmou que as vendas da turnê seriam inferiores às do MDNA Tour, com locais que incluem Nova Iorque ainda com ingressos disponíveis após o primeiro dia. Fogel descartou o relatório, explicando que "[uma] turnê com um orçamento como o de [Madonna] conta com a adição de segunda e terceira noites nos mercados ... É por isso que está programado com muitas datas vazias nos principais mercados". Ao escrever para a Forbes, Lawrence criticou essas notícias, dizendo que "Madonna está postando alguns dos preços de ingressos mais caros no mercado secundário este ano ... E embora a mídia continue especulando que Madonna está chegando ao fim de sua renomada carreira, seus números de bilheteria mostraram que ela ainda está no escalão superior da elite da música pop".
Em outubro de 2015, a Billboard anunciou os primeiros resultados da turnê, relatando as dez primeiras datas. O total bruto foi de US$ 20 milhões, com 132,769 ingressos vendidos. Os shows de abertura em Montreal foram considerados um destaque, com um total bruto de US$ 3,4 milhões. O lucro bruto mais alto veio dos shows em Nova Iorque, ganhando US$ 5,2 milhões de uma audiência total de 28.371. O segundo conjunto de resultados de bilheteria foi publicado em novembro de 2015 e a turnê arrecadou outros US$ 25,4 milhões. A primeira etapa da turnê teve uma participação de mais de 300,000, com US$ 46 milhões em valor bruto. Entre as arenas em que Madonna se apresentou em um único encontro, o MGM Grand Garden, em Las Vegas, arrecadou o máximo de US$ 3,5 milhões, ganho em 24 de outubro. O Barclays Center do Brooklyn teve a maior audiência de 14.258 entre as datas de um único show.
Com a etapa europeia, o jornal sueco Svenska Dagbladet informou que o show na Arena Tele 2 de Estocolmo atraiu um total de 40,557 espectadores, tornando-o um novo recorde para o local. Em dezembro de 2015, os quartos números de bilheteria foram reportados com um total bruto de US$ 22,6 milhões em oito mercados e um total de 194,827 bilhetes vendidos. A Billboard também esclareceu que os ingressos vendidos na Suécia foram de 39,338. Outros US$ 7,5 milhões foram relatados nos shows em Zurique, Manchester, Birmingham e Glasgow. No final de 2015, a turnê foi colocada no número 11 na lista "As 100 Melhores Excursões Mundiais no Final do Ano de 2015", arrecadando 88,4 milhões de dólares em 49 shows, com uma participação total de 693,061.
Os resultados de bilheteria norte-americanos dos shows de 2016 foram publicados em março de 2016, com o total de ingressos vendidos aumentando para 819,792 e um total bruto de US$ 107,3 milhões. Depois que a turnê terminou, a Billboard anunciou a receita final em US$ 169,8 milhões, com um total de 1,045.479 ingressos vendidos. Nos Recursos Especiais do Meio do Ano de 2016 da Pollstar, a turnê foi classificada como número quatro, arrecadando 85,5 milhões de dólares em 33 shows, com uma participação total de 395,815. Com a conclusão da Rebel Heart Tour, Madonna estendeu seu recorde como artista solo de  com maior bilheteria em turnês, com mais de US$ 1,31 bilhão em shows, começando na Blond Ambition World Tour em 1990. No geral, Madonna é classificada em terceiro na lista de maior bilheteria de todos os tempos pela Billboard, atrás dos The Rolling Stones (US$ 1,84 bilhão) e U2 (US$ 1,67 bilhão).

## Sinopse do concerto

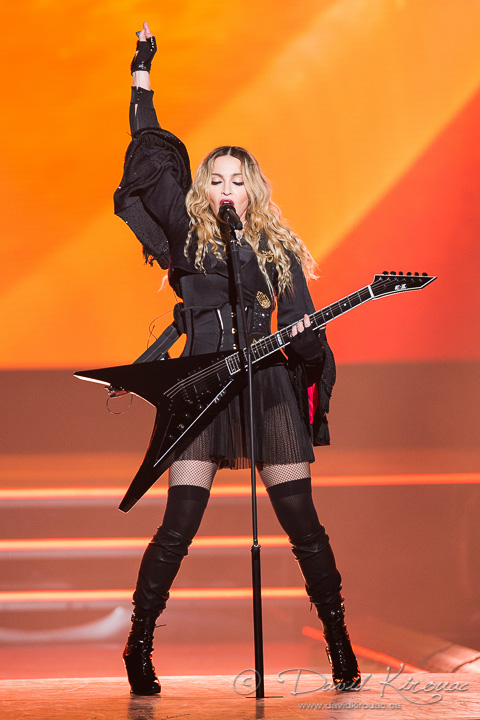
Madonna tocando guitarra durante a performance de "Burning Up".

O primeiro segmento, Joana d'Arc–Samurai,, começou com um vídeo mostrando Madonna em um vestido, brincando com homens nus e justapostos com Mike Tyson falando dentro de uma gaiola. Dez dançarinos vestidos com roupas de samurai de ouro e preto saíram para a passarela carregando grandes lanças de ouro, enquanto Madonna descia para o palco envolta em uma gaiola de aço para cantar "Iconic". O show continuou com "Bitch I'm Madonna", que incluiu quatro dançarinas vestidas como gueixas e dançarinas envolvidas em simulações de artes marciais. A rapper Nicki Minaj apareceu nas telas de vídeo. A cantora então tocou "Burning Up" em um uma guitarra elétrica Gibson Flying V, enquanto se deslocava para o centro do palco. Durante a "Holy Water", as dançarinas vestiam-se de freiras e dançavam em postes cruzados de 6 metros; No meio da apresentação, Madonna subiu em um dos postes e cantou um fragmento de "Vogue". Ela então executou o resto de "Holy Water" com fotos dos Apóstolos nas telas de vídeo, seguidas por uma reencenação da Última Ceia. Em "Devil Pray" mostrou Madonna parecendo subjugar os dançarinos antes de desaparecer nos bastidores.
Durante o primeiro interlúdio de vídeo, dançarinos apareceram no palco agitando grandes panos brancos na frente dos fãs. A faixa do álbum "Messiah" tocou como cenas do videoclipe "Ghosttown" foram mostradas nas telas. O próximo segmento, Rockabilly–Tóquio, começou com "Body Shop", onde Madonna cantou a música, ao lado de dançarinos vestidos como mecânicos, em frente a um Ford Falcon de 1965. Ela então tocou o ukulele para uma versão acústica de "True Blue", seguida de uma versão discoteca de "Deeper and Deeper", que foi cantada no final da passarela. Uma escada em espiral desceu do teto para um mashup de "HeartBreakCity" e "Love Don't Live Here Anymore", onde um dançarino masculino seguiu Madonna subir e descer as escadas antes de empurrá-lo do topo. Ela fechou a seção com um remix de "Like a Virgin", realizado na frente de fãs colocados na passarela.

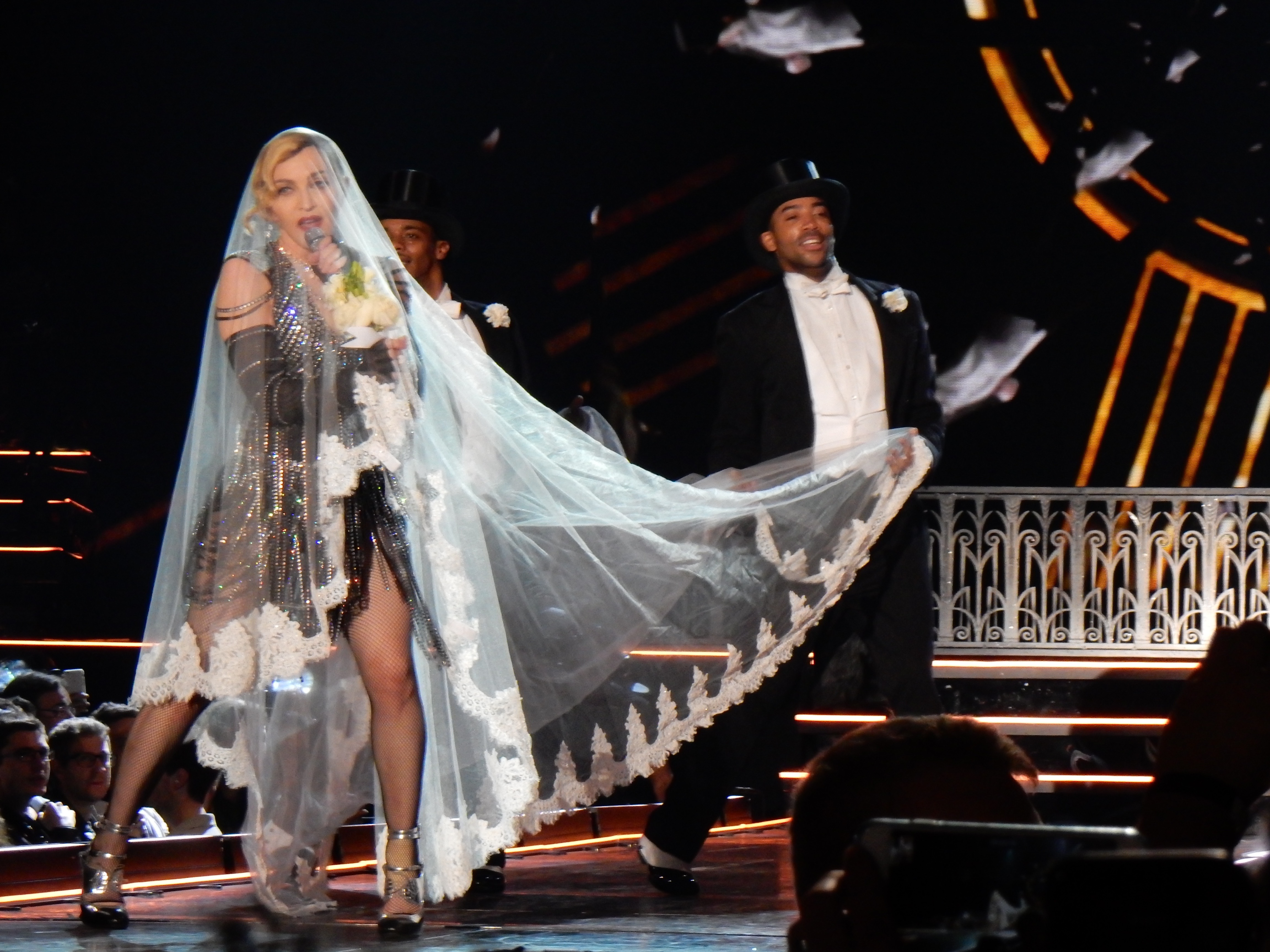
Na performance de "Material Girl", Madonna aparecia no palco com véu de noiva e carregando um buquê branco.

O segundo interlúdio começou com um mashup de "SEX" e "Justify My Love", onde oito dançarinos adotaram posições sexuais em quatro camas como uma versão editada do videoclipe de "Erotica" tocada nos bastidores. A terceira seção, Latin–Gypsy, começou com "Living for Love", com Madonna vestida de toureiro, antes de passar para uma versão flamenco de "La Isla Bonita". Após uma rápida troca de roupa, Madonna voltou ao palco acompanhada por dançarinos vestidos com roupas coloridas da Espanha. Um mashup de "Dress You Up", "Into the Groove", "Everybody", com o ritmo mais lento para uma versão acústica de "Who's That Girl". A faixa-título do álbum fechou o segmento com Madonna tocando violão e arte de fãs da cantora aparecendo nas telas de vídeo.
Durante o interlúdio final, "Illuminati", sete dançarinos escalaram postes de 6 metros e começaram a balançar de um lado para o outro na plateia. O quarto segmento, Party–Flapper, viu a cantora e seus dançarinos retornando ao palco em trajes inspirados na década de 1920 e apresentou um mashup de "Music", "Give It 2 Me", e "Candy Shop". A performance de "Material Girl" mostrou Madonna empurrando suas dançarinas de smoking; a performance terminou com a cantora andando pela passarela com um véu de noiva e carregando um buquê branco, que ela acabou jogando para o público. Ela tocou ukulele mais uma vez para "La Vie en rose" e encerrou o set principal com "Unapologetic Bitch", onde convidou alguém da plateia, denominando a pessoa com o nome do titular e presenteando-a com uma banana. O show terminou com "Holiday", onde Madonna apareceu envolta no filme. A bandeira do país em que ela se apresentou, enquanto dançava pelo palco enquanto os confetes caíam do teto. No final da apresentação, ela foi amarrada a um cinto e voou por cima do palco, antes de desaparecer atrás das telas de vídeo.

## Controvérsias

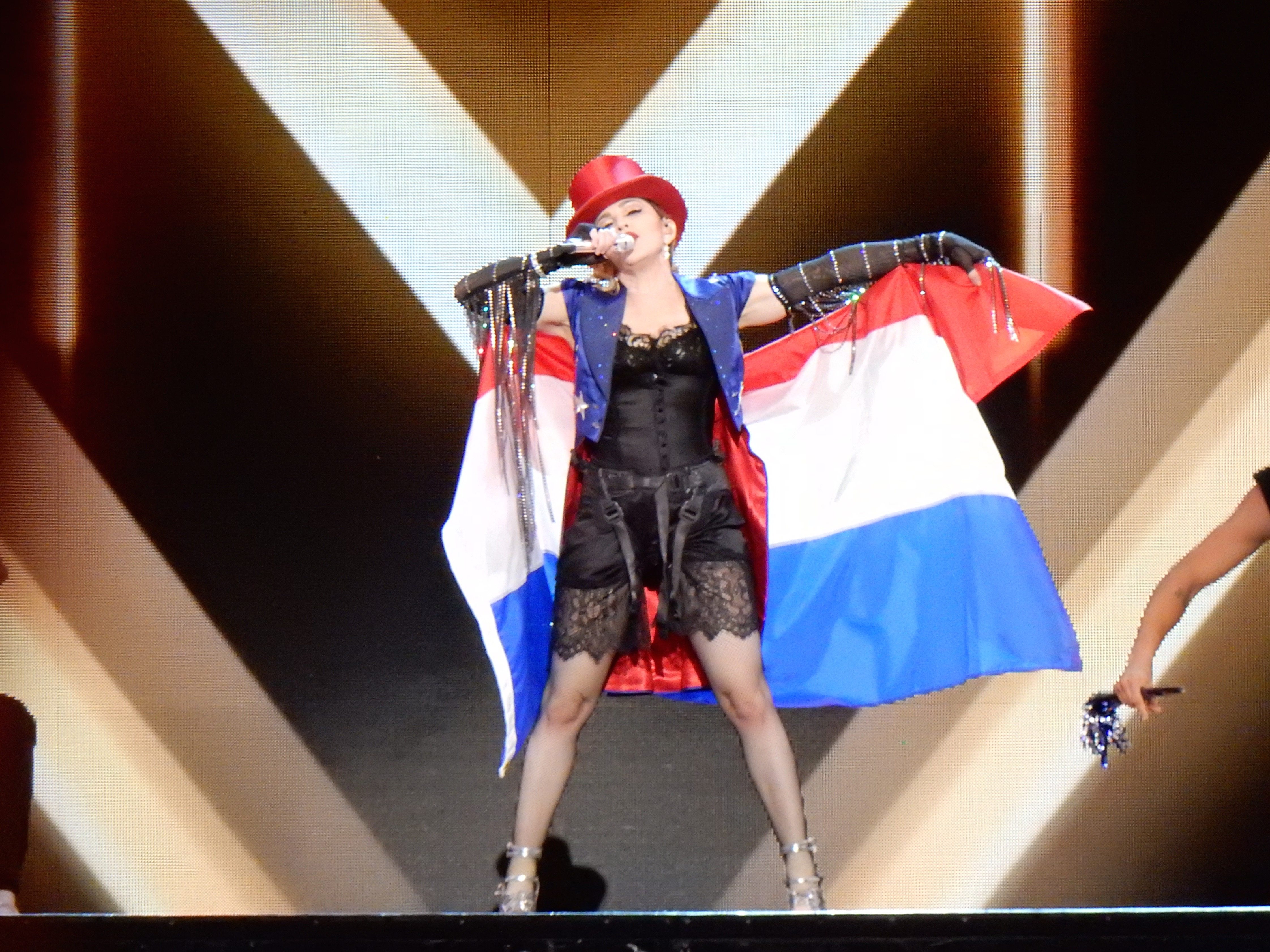
Para "Holiday", Madonna usarava a bandeira do país que estava se apresentando. O uso da bandeira gerou polêmica em Taiwan e nas Filipinas.

As controvérsias em torno da Rebel Heart Tour giraram em torno do início dos shows, usos ilegais da bandeira de um país e erros em relação aos ingressos. Sua aparição em Manchester atraiu grandes críticas dos fãs, que vaiaram por causa da chegada tardia. Madonna respondeu ao público durante o show, afirmando que era devido a dificuldades técnicas. Durante seu primeiro show em Hong Kong e Taipei, Madonna chegou duas horas e meia atrasada; o atraso anterior causou um pequeno protesto fora do show. Outro incidente tardio aconteceu para os shows em Brisbane.
O post de Madonna no Instagram sobre sua chegada a Taiwan causou controvérsia, quando se observou que a cantora usava um antigo crachá do partido político de Taiwan, o Kuomintang (associado aos incidentes do Terror Branco), em vez do emblema nacional real. Durante a apresentação, Madonna usava a atual bandeira de Taiwan antes de confessar seu amor por Taiwan e China.  Nas Filipinas, Madonna usava a bandeira do país como parte do segmento de bis. Como o uso da bandeira do país como "traje ou uniforme" foi proibido em 1998 por lei federal, Madonna enfrentou ameaças do governo das Filipinas por "desrespeitar" a bandeira, bem como uma possível proibição da região.
Durante as apresentações de Madonna de 5 a 6 de março de 2016 na Nova Zelândia, vários participantes foram impedidos de entrar nos shows porque seus ingressos foram invalidados. Aproximadamente 20 pessoas, que compraram seus ingressos pelo site Queen of Tickets, foram impedidas de entrar no local, enquanto outras foram obrigadas a gerar um bilhete impresso separado nos estandes de atendimento ao cliente. De acordo com o Stuff.co.nz, a Ticketmaster havia mudado o plano de assentos dos locais sem entrar em contato com o site da Queen of Tickets; como resultado, eles tiveram que reembolsar as pessoas que trouxeram uma multa deles. No final do segundo show de Madonna em Brisbane, a cantora acidentalmente expôs o seio de uma mulher de 17 anos chamada Josephine Georgiou no palco, puxando sua blusa. A cantora reagiu brincando: "Oh, desculpe, assédio sexual". Isso causou controvérsia quando o público em geral levou às mídias sociais para rotular o incidente como um ataque sexual. Georgiou defendeu a cantora afirmando que este era "o melhor momento da minha vida".

## Gravação e transmissão
Em março de 2016, Madonna anunciou que os shows de Sydney, Austrália, de 19 a 20 de março de 2016, seriam filmados para um DVD da turnê. Danny Tull e Nathan Rissman, que haviam trabalhado nos vídeos anteriores da turnê de Madonna, foram convocados para dirigir o filme. Em setembro de 2016, Madonna anunciou em seu Instagram que havia terminado de assistir a uma "montagem grosseira" do filme da turnê, que seria lançado nos próximos dois meses. O show estreou em 9 de dezembro de 2016 no canal a cabo americano Showtime. Intitulada Madonna: Rebel Heart Tour, contou com o show principal e também cenas dos bastidores do show. Os direitos internacionais do filme foram adquiridos pela Alfred Haber Distribution Inc. (AHDI).. Um álbum ao vivo da turnê foi lançado em 15 de setembro de 2017, nos formatos DVD, Blu-ray, CD e download digital. Continha conteúdo bônus como o show Madonna: Tears of a Clown, além de um CD duplo ao vivo de 22 músicas.

## Repertório
Esse repertório é representativo do show do dia 12 de Setembro de 2015. Entretanto essa lista de músicas não representa as músicas de todos os shows da turnê.
1. "Revolution" (vídeo de introdução) (contém elementos de "Iconic")
2. "Iconic"
3. "Bitch I'm Madonna"
4. "Burning Up"
5. "Holy Water" (contém trechos de "Vogue")
6. "Devil Pray"
7. "Messiah" (vídeo de interlúdio)
8. "Body Shop"
9. "True Blue"
10. "Deeper and Deeper"
11. "HeartBreakCity"  (contém trechos de "Love Don't Live Here Anymore")
12. "Like A Virgin" (contém trechos de "Heartbeat" e "Erotica")
13. "S.E.X" (vídeo de interlúdio) (contém elementos de e "Justify My Love")
14. "Living For Love"
15. "La Isla Bonita"
16. "Dress You Up" / "Into the Groove" / "Lucky Star"
17. "Who's That Girl"
18. "Rebel Heart"
19. "Illuminati" (vídeo de interlúdio)
20. "Music" (contém trechos de "Give It 2 Me")
21. "Candy Shop"
22. "Material Girl"
23. "La Vie en Rose"
24. "Unapolegetic Bitch"

Bis
1. "Holiday" (contém trechos de "Take Me to the Mardi Gras")

- Os trechos de "Everybody" no medley flamengo só foi cantado nos três primeiros shows da turnê. Após isso a canção foi retirada.[114]
- Durante o show  no Barclays Center, Madonna adicionou "Ghosttown" a set list.[114]
- Durante o show de Chicago entre "Music" & "Candy Shop", Madonna cantou  um trecho de "Chicago" cover de Frank Sinatra."[115][116]
- Durante o show de Detroit em San Jose, Madonna cantou uma versão acústica de "Frozen."[115][116]
- Durante o show em Saint Paul, Madonna cantou um trecho em acapella de "Fever" antes de "Who's That Girl".[117]
- Durante a performance em Vancouver, Madonna cantou uma versão acústica de "Secret".[118]
- Durante o show em Inglewood em Los Angeles, Madonna cantou "Like a Prayer".[119]
- During o show em Berlim, Madonna cantou a versão acústica de "New York, New York".[119]
- Durante o primeiro show em Turim, Madonna cantou "Don't Tell Me".[119]
- Durante o terceiro show em Turim, entre as canções 'Music' e 'Candy Shop', Madonna cantou "That's Amore" & "Mambo Italiano" cover de Rosemary Clooney.[120]
- Durante o segundo show em Barcelona, entre as canções 'Music' e 'Candy Shop', Madonna cantou um trecho de "Spanish Lesson".[119]
- Durante o show na Bélgica, após "La Vie En Rose" Madonna cantou um trecho de "Diamonds Are a Girl's Best Friend".[120]
- Durante o segundo show em Londres, Madonna cantou "Drowned World/Substitute for Love".[119]
- Durante o primeiro show em Paris, Madonna cantou "Redemption Song", cover de Bob Marley, acompanhada de seu filho David Banda.[120]
  - Após o fim do mesmo show, Madonna postou em seu instagram que estaria indo até a Place de La Republique para cantar algumas canções. Ela convidou seus fãs a comparecerem e durante esse encontro ela cantou acompanhada do violão "Ghosttown", "Imagine", cover de John Lenon, e "Like A Prayer" ao lado de filho David Banda e o músico Monte Pittman.[119]
- Durante o show de Manchester Madonna cantou Open Your Heart.[119]
  - Madonna acabou se atrasando para o inicio do show devido a um problema de vídeo. Por esse motivo ela cortou o medley flamengo "Dress You Up"/"Into The Groove"/"Lucky Star", "Who's That Girl", "Unapologetic Bitch", "La Vie En Rose" e "Holiday". Ela finalizou o show com "Material Girl".
- Durante o show de Houston, após Who's That Girl, Madonna cantou "Rebel Rebel" cover de David Bowie, para homenagear o cantor que morreu aos 69 anos ,no dia anterior.[119]
- Durante o show de Nashville, após "La Vie En Rose", Madonna cantou "Beautiful Stranger".[119]
  - Entre "Music" e "Candy Shop", Madonna também cantou "Ring of Fire", cover de Johnny Cash.
- Durante o show de Taipei, após "Who's That Girl", Madonna cantou pela primeira vez "Take a Bow".[119]
- Durante o show de Hong Kong, após "Who's That Girl", Madonna cantou pela primeira vez "Hung Up".[121]
- Durante o show de Miami, após "Who's That Girl", Madonna cantou pela primeira vez "Don't Cry for Me Argentina".[119]
- Durante o show de Porto Rico, após "Who's That Girl", Madonna cantou novamente "Spanish Lesson".[119]
- Durante o show de Singapura, após "Who's That Girl", Madonna cantou "Crazy For You".[119]
- Nesse mesmo show,Madonna cortou as canções "Iconic", "Holy Water / Vogue" e "Devil Pray" da setlist.Este corte foi feito,devido as leis locais que proíbem músicas com conteúdo religioso.[120]
- Durante o primeiro show de Brisbane, após "Who's That Girl", Madonna cantou "Can't Get You Out of My Head" de Kylie Minogue.[119]

## Datas
| Data                       | Cidade                     | País                       | Local                         | Ato de abertura            | Público                      | Receita                    |
| Etapa 1 — América do Norte | Etapa 1 — América do Norte | Etapa 1 — América do Norte | Etapa 1 — América do Norte    | Etapa 1 — América do Norte | Etapa 1 — América do Norte   | Etapa 1 — América do Norte |
| -------------------------- | -------------------------- | -------------------------- | ----------------------------- | -------------------------- | ---------------------------- | -------------------------- |
| 9 de setembro de 2015      | Montreal                   | Canadá                     | Bell Centre                   | Diplo                      | 26,468 / 26,468              | US$ 3,420,984              |
| 10 de setembro de 2015     | Montreal                   | Canadá                     | Bell Centre                   | Diplo                      | 26,468 / 26,468              | US$ 3,420,984              |
| 12 de setembro de 2015     | Washington, D.C.           | Estados Unidos             | Verizon Center                | Sleepy Tom                 | 13,271 / 13,271              | US$ 2,014,706              |
| 16 de setembro de 2015     | Nova Iorque                | Estados Unidos             | Madison Square Garden         | Amy Schumer                | 28,371 / 28,371              | US$ 5,830,985              |
| 17 de setembro de 2015     | Nova Iorque                | Estados Unidos             | Madison Square Garden         | Amy Schumer                | 28,371 / 28,371              | US$ 5,830,985              |
| 19 de setembro de 2015     | Brooklyn                   | Estados Unidos             | Barclays Center               | Amy Schumer                | 14,258 / 14,258              | US$ 2,789,910              |
| 21 de setembro de 2015     | Quebec City                | Canadá                     | Videotron Centre              | Sleepy Tom                 | 13,051 / 13,051              | US$ 1,078,608              |
| 24 de setembro de 2015     | Filadélfia                 | Estados Unidos             | Wells Fargo Center            | Michael Diamond            | 10,544 / 10,544              | US$ 1,834,010              |
| 26 de setembro de 2015     | Boston                     | Estados Unidos             | TD Garden                     | Michael Diamond            | 12,780 / 12,780              | US$ 1,941,750              |
| 28 de setembro de 2015     | Chicago                    | Estados Unidos             | United Center                 | Michael Diamond            | 14,026 / 14,026              | US$ 2,522,365              |
| 1º de outubro de 2015      | Detroit                    | Estados Unidos             | Joe Louis Arena               | Kaytranada                 | 12,852 / 12,852              | US$ 1,906,431              |
| 3 de outubro de 2015       | Atlantic City              | Estados Unidos             | Boardwalk Hall                | Michael Diamond            | 9,498 / 9,498                | US$ 1,522,061              |
| 5 de outubro de 2015       | Toronto                    | Canadá                     | Air Canada Centre             | Michael Diamond            | 26,603 / 26,603              | US$ 3,416,646              |
| 6 de outubro de 2015       | Toronto                    | Canadá                     | Air Canada Centre             | Michael Diamond            | 26,603 / 26,603              | US$ 3,416,646              |
| 8 de outubro de 2015       | Saint Paul                 | Estados Unidos             | Xcel Energy Center            | Michael Diamond            | 11,449 / 11,449              | US$ 1,190,535              |
| 11 de outubro de 2015      | Edmonton                   | Canadá                     | Rexall Place                  | Lunice                     | 26,093 / 26,093              | US$ 3,310,026              |
| 12 de outubro de 2015      | Edmonton                   | Canadá                     | Rexall Place                  | Lunice                     | 26,093 / 26,093              | US$ 3,310,026              |
| 14 de outubro de 2015      | Vancouver                  | Canadá                     | Rogers Arena                  | Kaytranada                 | 12,153 / 12,153              | US$ 1,227,073              |
| 17 de outubro de 2015      | Portland                   | Estados Unidos             | Moda Center                   | Michael Diamond            | 13,695 / 13,695              | US$ 2,004,420              |
| 19 de outubro de 2015      | San José                   | Estados Unidos             | SAP Center                    | Michael Diamond            | 12,862 / 12,862              | US$ 2,298,815              |
| 22 de outubro de 2015      | Glendale                   | Estados Unidos             | Gila River Arena              | Michael Diamond            | 10,393 / 10,393              | $1,307,510                 |
| 24 de outubro de 2015      | Las Vegas                  | Estados Unidos             | MGM Grand Garden Arena        | Lunice                     | 19,787 / 19,787              | US$ 3,824,113              |
| 27 de outubro de 2015      | Inglewood                  | Estados Unidos             | The Forum                     | Michael Diamond            | 13,207 / 13,207              | US$ 2,852,095              |
| 29 de outubro de 2015      | San Diego                  | Estados Unidos             | Valley View Casino Center     | Michael Diamond            | 10,574 / 10,574              | US$ 1,606,935              |
| Etapa 2 — Europa           |                            |                            |                               |                            |                              |                            |
| 4 de novembro de 2015      | Colônia                    | Alemanha                   | Lanxess Arena                 | DJ Mary Mac                | 25,952 / 25,952              | US$ 2,748,071              |
| 5 de novembro de 2015      | Colônia                    | Alemanha                   | Lanxess Arena                 | DJ Mary Mac                | 25,952 / 25,952              | US$ 2,748,071              |
| 7 de novembro de 2015      | Praga                      | República Checa            | O2 Arena                      | Rejjie Snow                | 33,408 / 33,408              | US$ 3,001,142              |
| 8 de novembro de 2015      | Praga                      | República Checa            | O2 Arena                      | Rejjie Snow                | 33,408 / 33,408              | US$ 3,001,142              |
| 10 de novembro de 2015     | Berlim                     | Alemanha                   | Mercedes-Benz Arena           | Idris Elba                 | 23,588 / 23,588              | US$ 3,538,597              |
| 11 de novembro de 2015     | Berlim                     | Alemanha                   | Mercedes-Benz Arena           | DJ Mary Mac                | 23,588 / 23,588              | US$ 3,538,597              |
| 14 de novembro de 2015     | Estocolmo                  | Suécia                     | Tele2 Arena                   | DJ Mary Mac                | 39,338 / 39,338              | US$ 3,482,634              |
| 16 de novembro de 2015     | Herning                    | Dinamarca                  | Jyske Bank Boxen              | DJ Mary Mac                | 12,263 / 12,263              | US$ 1,500,551              |
| 19 de novembro de 2015     | Turim                      | Itália                     | Pala Alpitour                 | DJ Mary Mac                | 42,752 / 42,752              | US$ 3,994,172              |
| 21 de novembro de 2015     | Turim                      | Itália                     | Pala Alpitour                 | DJ Mary Mac                | 42,752 / 42,752              | US$ 3,994,172              |
| 22 de novembro de 2015     | Turim                      | Itália                     | Pala Alpitour                 | DJ Mary Mac                | 42,752 / 42,752              | US$ 3,994,172              |
| 24 de novembro de 2015     | Barcelona                  | Espanha                    | Palau Sant Jordi              | Lunice                     | 28,104 / 28,104              | US$ 2,312,846              |
| 25 de novembro de 2015     | Barcelona                  | Espanha                    | Palau Sant Jordi              | Lunice                     | 28,104 / 28,104              | US$ 2,312,846              |
| 28 de novembro de 2015     | Antuérpia                  | Bélgica                    | Sportpaleis                   | Lunice                     | 19,315 / 19,315              | US$ 2,135,032              |
| 29 de novembro de 2015     | Mannheim                   | Alemanha                   | SAP Arena                     | Lunice                     | 10,883 / 10,883              | US$ 1,213,890              |
| 1º de dezembro de 2015     | Londres                    | Reino Unido                | O2 Arena                      | Idris Elba                 | 28,670 / 28,670              | US$ 4,861,403              |
| 2 de dezembro de 2015      | Londres                    | Reino Unido                | O2 Arena                      | DJ Mary Mac                | 28,670 / 28,670              | US$ 4,861,403              |
| 5 de dezembro de 2015      | Amsterdã                   | Países Baixos              | Ziggo Dome                    | Lunice                     | 30,023 / 30,023              | US$ 3,559,122              |
| 6 de dezembro de 2015      | Amsterdã                   | Países Baixos              | Ziggo Dome                    | Lunice                     | 30,023 / 30,023              | US$ 3,559,122              |
| 9 de dezembro de 2015      | Paris                      | França                     | AccorHotels Arena             | Lunice                     | 30,817 / 30,817              | US$ 3,868,967              |
| 10 de dezembro de 2015     | Paris                      | França                     | AccorHotels Arena             | Lunice                     | 30,817 / 30,817              | US$ 3,868,967              |
| 12 de dezembro de 2015     | Zurique                    | Suíça                      | Hallenstadion                 | Lunice                     | 11,306 / 11,306              | US$ 2,773,189              |
| 14 de dezembro de 2015     | Manchester                 | Reino Unido                | Manchester Arena              | DJ Mary Mac                | 14,177 / 14,177              | US$ 2,342,186              |
| 16 de dezembro de 2015     | Birmingham                 | Reino Unido                | Barclaycard Arena             | DJ Mary Mac                | 12,119 / 12,119              | US$ 1,863,342              |
| 20 de dezembro de 2015     | Glasgow                    | Escócia                    | The SSE Hydro                 | DJ Mary Mac                | 9,665 / 9,665                | US$ 1,574,416              |
| Etapa 3 — América do Norte |                            |                            |                               |                            |                              |                            |
| 6 de janeiro de 2016       | Cidade do México           | México                     | Palacio de los Deportes       | Lunice                     | 31,696 / 31,696              | US$ 4,537,609              |
| 7 de janeiro de 2016       | Cidade do México           | México                     | Palacio de los Deportes       | Lunice                     | 31,696 / 31,696              | US$ 4,537,609              |
| 10 de janeiro de 2016      | San Antonio                | Estados Unidos             | AT&T Center                   | DJ Mary Mac                | 14,543 / 14,543              | US$ 1,915,670              |
| 12 de janeiro de 2016      | Houston                    | Estados Unidos             | Toyota Center                 | DJ Mary Mac                | 11,604 / 11,604              | US$ 1,671,630              |
| 14 de janeiro de 2016      | Tulsa                      | Estados Unidos             | BOK Center                    | DJ Mary Mac                | 10,891 / 10,891              | US$ 1,559,410              |
| 16 de janeiro de 2016      | Louisville                 | Estados Unidos             | KFC Yum! Center               | DJ Mary Mac                | 14,558 / 14,558              | US$ 1,856,200              |
| 18 de janeiro de 2016      | Nashville                  | Estados Unidos             | Bridgestone Arena             | DJ Mary Mac                | 11,569 / 11,569              | US$ 1,430,485              |
| 20 de janeiro de 2016      | Atlanta                    | Estados Unidos             | Philips Arena                 | Lunice                     | 10,609 / 10,609              | US$ 1,500,635              |
| 23 de janeiro de 2016      | Miami                      | Estados Unidos             | American Airlines Arena       | Lunice                     | 26,468 / 26,468              | US$ 3,555,425              |
| 24 de janeiro de 2016      | Miami                      | Estados Unidos             | American Airlines Arena       | Lunice                     | 26,468 / 26,468              | US$ 3,555,425              |
| 27 de janeiro de 2016      | San Juan                   | Porto Rico                 | José Miguel Agrelot Coliseum  | Lunice                     | 18,539 / 18,539              | US$ 3,352,219              |
| 28 de janeiro de 2016      | San Juan                   | Porto Rico                 | José Miguel Agrelot Coliseum  | Lunice                     | 18,539 / 18,539              | US$ 3,352,219              |
| Etapa 4 — Ásia             |                            |                            |                               |                            |                              |                            |
| 4 de fevereiro de 2016     | Taipei                     | Taiwan                     | Taipei Arena                  | DJ Mary Mac                | 22,554 / 22,554              | US$ 6,578,042              |
| 6 de fevereiro de 2016     | Taipei                     | Taiwan                     | Taipei Arena                  | DJ Mary Mac                | 22,554 / 22,554              | US$ 6,578,042              |
| 9 de fevereiro de 2016     | Bangkok                    | Tailândia                  | IMPACT Arena                  | DJ Mary Mac                | 19,930 / 19,930              | US$ 4,584,740              |
| 10 de fevereiro de 2016    | Bangkok                    | Tailândia                  | IMPACT Arena                  | DJ Mary Mac                | 19,930 / 19,930              | US$ 4,584,740              |
| 13 de fevereiro de 2016    | Saitama                    | Japão                      | Saitama Super Arena           | DJ Mary Mac                | 67,706 / 67,706              | US$ 9,609,418              |
| 14 de fevereiro de 2016    | Saitama                    | Japão                      | Saitama Super Arena           | DJ Mary Mac                | 67,706 / 67,706              | US$ 9,609,418              |
| 17 de fevereiro de 2016    | Hong Kong                  | Hong Kong                  | AsiaWorld–Arena               | DJ Mary Mac                | 21,808 / 21,808              | US$ 5,907,134              |
| 18 de fevereiro de 2016    | Hong Kong                  | Hong Kong                  | AsiaWorld–Arena               | DJ Mary Mac                | 21,808 / 21,808              | US$ 5,907,134              |
| 20 de fevereiro de 2016    | Macau                      | Macau                      | Studio City Events Center     | DJ Mary Mac                | 17,446 / 17,446              | US$ 8,265,771              |
| 21 de fevereiro de 2016    | Macau                      | Macau                      | Studio City Events Center     | DJ Mary Mac                | 17,446 / 17,446              | US$ 8,265,771              |
| 24 de fevereiro de 2016    | Manila                     | Filipinas                  | Mall of Asia Arena            | DJ Mary Mac                | 15,710 / 15,710              | US$ 4,956,105              |
| 25 de fevereiro de 2016    | Manila                     | Filipinas                  | Mall of Asia Arena            | DJ Mary Mac                | 15,710 / 15,710              | US$ 4,956,105              |
| 28 de fevereiro de 2016    | Singapura                  | Singapura                  | Estádio Nacional de Singapura | —                          | 19,123 / 19,123              | US$ 7,093,229              |
| Oceania                    |                            |                            |                               |                            |                              |                            |
| 5 de março de 2016         | Auckland                   | Nova Zelândia              | Vector Arena                  | DJ Mary Mac                | 22,386 / 22,386              | US$ 4,593,978              |
| 6 de março de 2016         | Auckland                   | Nova Zelândia              | Vector Arena                  | DJ Mary Mac                | 22,386 / 22,386              | US$ 4,593,978              |
| 12 de março de 2016        | Melbourne                  | Austrália                  | Rod Laver Arena               | DJ Mary Mac                | 26,768 / 26,768              | US$ 5,482,518              |
| 13 de março de 2016        | Melbourne                  | Austrália                  | Rod Laver Arena               | DJ Mary Mac                | 26,768 / 26,768              | US$ 5,482,518              |
| 16 de março de 2016        | Brisbane                   | Austrália                  | Brisbane Entertainment Centre | DJ Mary Mac                | 20,886 / 20,886              | US$ 3,332,579              |
| 17 de março de 2016        | Brisbane                   | Austrália                  | Brisbane Entertainment Centre | DJ Mary Mac                | 20,886 / 20,886              | US$ 3,332,579              |
| 19 de março de 2016        | Sydney                     | Austrália                  | Allphones Arena               | DJ Mary Mac                | 28,370 / 28,370              | US$ 6,252,001              |
| 20 de março de 2016        | Sydney                     | Austrália                  | Allphones Arena               | DJ Mary Mac                | 28,370 / 28,370              | US$ 6,252,001              |
| Total                      | Total                      | Total                      | Total                         | Total                      | 1,045,479 / 1,045,479 (100%) | $169,804,336               |

## Equipe
Adaptado do livro da Rebel Heart Tour.
Equipe
- Madonna –  artista principal
- Jamie King –  diretor do show
- Tiffany Olson –  assistente do diretor do show
- Stufish Entertainment Architects –  design de palco
- Megan Lawson –  coreógrafo principal e consultor criativo
- Al Gordon – Designer de iluminação

Bandas
- Madonna –  vocais, guitarra, ukulele
- Kevin Antunes –  diretor musical, teclados
- Monte Pittman –  violão, ukulele
- Brian Frasier-Moore –  bateria
- Ric'key Pageot –  teclados
- Nicki Richards –  vocais de fundo
- Kiley Dean –  vocais de fundo
- Sean Spuehler –  engenheiro de mixagem vocal
- Kupono Aweau –  dançarino
- Allaune Blegbo –  dançarino
- Deurell Bullock –  dançarino
- Grichka Caruge –  dançarino
- Justin De Vera –  dançarino
- Coral Dolphin –  dançarino
- Marvin Gofin –  dançarino
- Malik Le Nost –  dançarino
- Loic Mabanza –  dançarino
- Sasha Mallory –  dançarina
- Sheik Mondesia –  dançarino
- Bambi Nakayama –  dançarino
- Jo'Artis Ratti –  dançarino
- Lil' Buck Riley –  dançarino
- Aya Sato –  dançarina
- Ai Shimatsu –  dançarino
- Sohey Sugihara –  dançarino
- Maria Wada –  dançarina
- Ahlamalik Williams –  dançarino